# Латинський катедральний собор (Львів)
Митрополича Бази́ліка Успіння Пресвято́ї Ді́ви Марі́ї (за даними сайту Львівської архідієцезії — Успіння Пресвятої Діви Марії), також Латинський катедральний собор, відомий під місцевою назвою Кате́дра — культова споруда, римо-католицька базиліка, головний храм Львівської архідієцезії Римо-Католицької церкви в Україні, розташований на Катедральній площі у Львові, Україна. Пам'ятка сакральної архітектури XIV—XVIII століття, пам'ятка архітектури національного значення, охоронний номер — 316/0. Точна дата початку будівництва катедри невідома. Будівля належить до семи найдавніших храмів Львова. Протягом історії катедру неодноразово перебудовували і добудовували. До сьогодні збереглося 8 добудованих каплиць навколо храму. Вежа Латинської катедри є однією з найвищих споруд центральної частини міста (66 м, вища лише ратуша), разом з чотирма іншими будівлями вона відображена на логотипі міста.
Цей собор є Санктуарієм Матері Божої Милостивої і Божого Милосердя.

## Архітектура
Собор розташовується в центрі площі Катедральної і від часів середньовіччя залишається архітектурною домінантою південно-західної частини колишнього середмістя (міста в мурах). Зорієнтований на осі схід-захід, із головним входом із заходу на осі храму. Збудований із цегли двох відтінків, тинькований (цеглу демонструє зондаж на контрфорсі абсиди). Застосовано також блоки з міоценового літотамнієвого вапняку і вапнистого пісковику, які добували в каменоломнях в околицях тодішнього Львова. Довжина храму 67 м, ширина — 23 м, висота вежі — 66  метрів. Будівля тринавна, зального типу, з витягнутим пресбітерієм і гранчастою абсидою. Із заходу до брили храму примикають два квадратні в плані об'єми дзвіниць. Права дзвіниця збудована лише до висоти склепінь нави. Початково собор зовні підпирали 12 чотириярусних контрфорсів, які закінчуються трохи нижче дахового карнизу. Основний простір майже кубічний, але пізніші прибудови значно ускладнили конфігурацію храму. З обох боків до пресбітерія симетрично примикають по одному захристю та одній каплиці. У проміжках між контрфорсами до нав з північного і південного боків прибудовано по 3 каплиці. Пресбітерій та кожна з трьох нав перекриті трьома пряслами хрестових склепінь. Дах над навами та пресбітерієм — двоспадовий, над лівою дзвіницею — складний бароковий з вазонами, над недобудованою правою — пологий шатровий. На даху нави влаштовано два ряди люкарн на різній висоті. Готичну складову підкреслює високий шип даху. В інтер'єрі чотири високі сніпчасті колони підтримують стрільчаті арки і склепіння з готичними нервюрами. Стіни і склепіння вкриті численними фресками.
На сьогодні Латинська катедра — пам'ятка архітектури національного значення, охоронний номер — 316/0.

## Історія

### Проблема початків храму

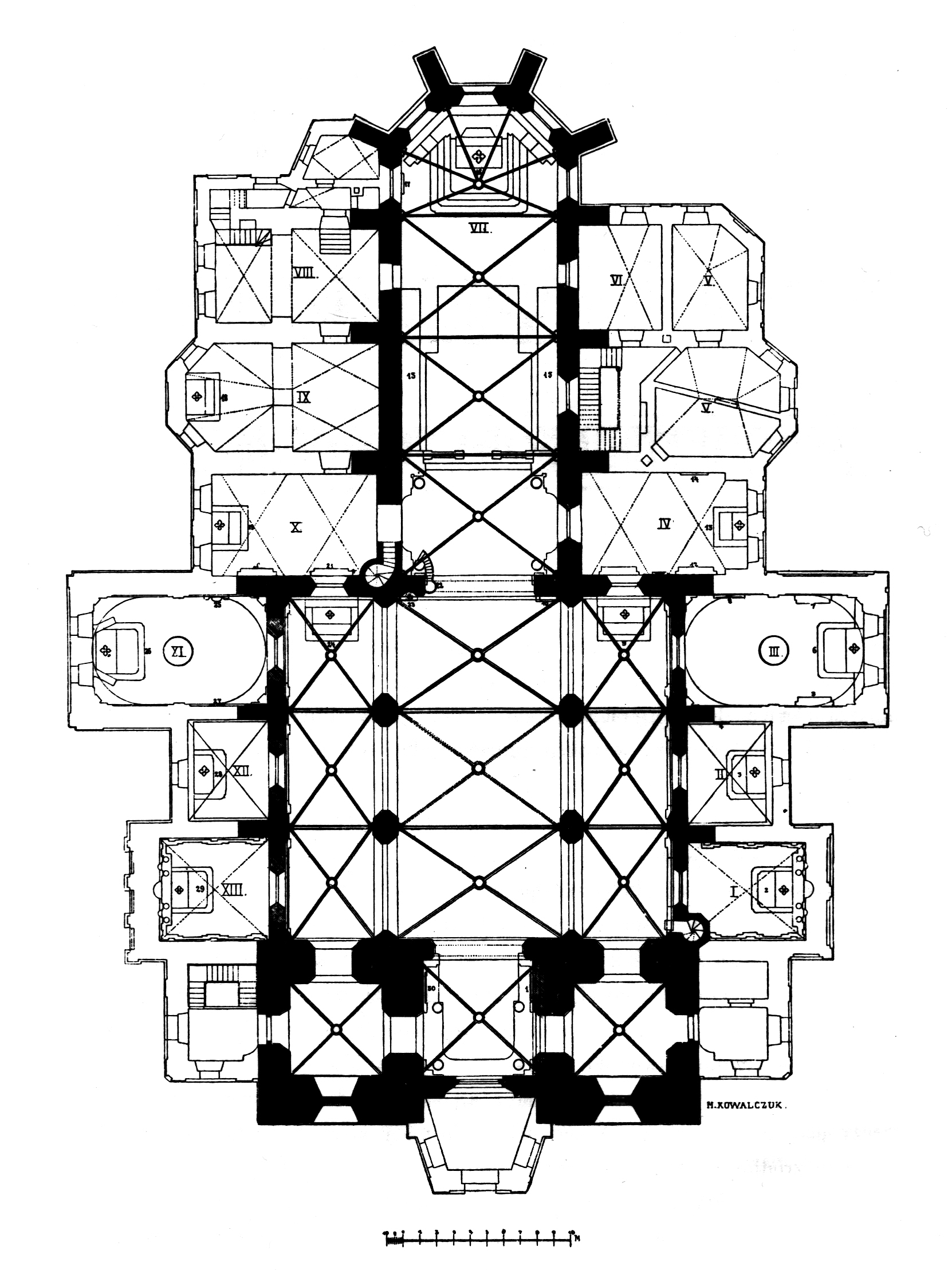
Архітектор М. Ковальчук. План собору. Чорною заливкою позначено найдавнішу основу, тонким контуром — більш пізні прибудови

Обставини заснування храму, точне датування та фундатори залишаються нез'ясованими. Головною проблемою є повна відсутність первинних документів. Численна література оперує роками і гіпотезами, часом у формі однозначних тверджень. Однак усі вони базуються на історіографічній традиції або на вторинних джерелах. Кількість версій про дату заснування особливо примножена працями XIX—XX століть. Аналіз історіографії, опублікований 2000 року українською дослідницею сакральної готики Ольгою Козубською, показав, що ні традиція, ні жодна з гіпотез документально не підтверджені і з багатьох міркувань є сумнівними. В подальшому ця позиція набула певного поширення, зокрема відобразилась у фундаментальній праці «Архітектура Львова. Час і стилі XIII—XXI ст.» (2008) та Енциклопедії Львова (2010).

### Версії про рік заснування
1344 рік. Версія з неопублікованої праці секретаря капітули першої половини XIX століття Каєтана Андрусевича. Жодним чином не обґрунтована, однак підтримана Станіславом Зайончковським, який стверджував, що датування підтверджується міськими актами, що насправді не відповідає дійсності: таких дат в актах немає. За Зайончковським повторена Тадеушем Маньковським, Юзефом Крентошем, Бартоломеєм Качоровським, Яном Островським, Єжи Петрусом.
1350 рік. Версія про дерев'яний костел Діви Марії, що існував у 1340—1349 роках і новий мурований, закладений 1350 року вже на нинішньому місці. Походить із витяга з міських архівів, надісланого 1763 або 1765 року до Рима у тракті судового процесу архієпископа Сераковського з магістратом. Повторена Владиславом Абрагамом, Фридериком Папе. Критикована Денисом Зубрицьким та Михайлом Грушевським. Достовірність первинного джерела цього акту і сам факт існування джерела у дослідників викликають сумнів.
1361 рік. Озвучений Яном Длугошем у праці «Історія Польщі». Олександр Семкович припускав, що джерелом для Длугоша стала папська булла від того року, яка нібито дозволяла фундацію митрополії. Насправді булла датована 6 квітня 1363 року і власне дозволу не містить (митрополію засновано лише 1412 року). Сам Длугош ймовірно мав на увазі релігійну інституцію, а не будівлю. Показово, що серед фундацій Казимира III Длугош не згадує львівського храму. Тим не менше, версія про заснування митрополії повторена Мартіном Кромером та Яном Альнпеком. Останній змінив рік на 1364 і однозначно приписав Казимирові закладення самої будівлі.
1360—1368 роки. Період, у межах якого відбулось закладення на думку Мавриція Дідушицького. Він однак припускає, що до початку XV століття будівництво не велось.
1370 рік. Версія Владислава Лозинського про рік закладення наріжного каменя і про початок будівництва лише через близько 30 років опісля.
1370 і 1349 рік. Дві суперечливі дати, подані Бартоломеєм Зиморовичем на базі невідомих джерел. Перша дата повторюється у XIX столітті у праці Ігнатія Ходиницького. 
1380-ті роки. Почали зводити з ініціативи львівських міщан-католиків, будівництвом опікувався Петро Штехер, бурмистр Львова i правнук першого відомого львівського війта Бертольда Штехера.

### Версії про обставини заснування
Заснування Казимиром III. Історіографічна традиція, підтримана переважною більшістю авторів. Сучасник Казимира ІІІ літописець Янко із Чарнкова не згадує львівський храм у переліку фундацій короля. Таких даних не містить жодне з повідомлень тогочасних хроністів. Сам король у листуванні з папою нічого не згадує про це. Подібній фундації не сприяв і тогочасний скрутний фінансовий стан Казимира ІІІ (неодноразово звертається за допомогою). Багато дослідників сходяться на тому, що після смерті короля будівництво фінансували міщани. На думку Ольги Козубської, міщани могли бути фундаторами від самого початку, як це відбулося, зокрема, з Маріяцьким костелом у Кракові.
Первинна посвята Святій Трійці. Вперше з'являється в Яна Альнпека. Джерела такого твердження невідомі. Повторена Станіславом Зайончковським, Тадеушем Маньковським, Бартоломеєм Качоровським, Яном Островським, Єжи Петрусом, Тадеушем Трайдосом.
Версія про костел Марії Сніжної як перший парафіяльний храм. Впроваджена Франциском Захаріясевичем, повторена Станіславом Зайончковським.
Храм попередник. Дослідники Ігнатій Ходиницький та Ісидор Шараневич стверджують, що за княжих часів тут стояла одна з околичних церков східного обряду — Успіння, котру Казимир III розпорядився знести.
Спільний храм двох конфесій. Думку висловив Роман Могитич, вона базується на аналізі найдавнішої книги протоколів судових засідань Львівської міської ради 1382—1389 років. Для документу характерним є означення усіх православних, вірменських і католицьких храмів єдиним словом ecclesiae. За цього парохіяльних храмів у середмісті згадано лише два: Ecclesia Armenorum (вірменський) і Ecclesia beate Maria Virgilis, parochialis (без уточнення конфесії). Могитич припускає значне зближення східної та західної церков у багатонаціональних містах того часу. Звертає увагу також на факт про пароха Йоана Русина, який був противником передачі парафіяльного храму римо-католицькому архієпископу. На думку Могитича новий (нинішній) храм могли будувати навколо давнішого, можливо, навіть із використанням певних його частин.

### Будівництво (XIV—XVстоліття)

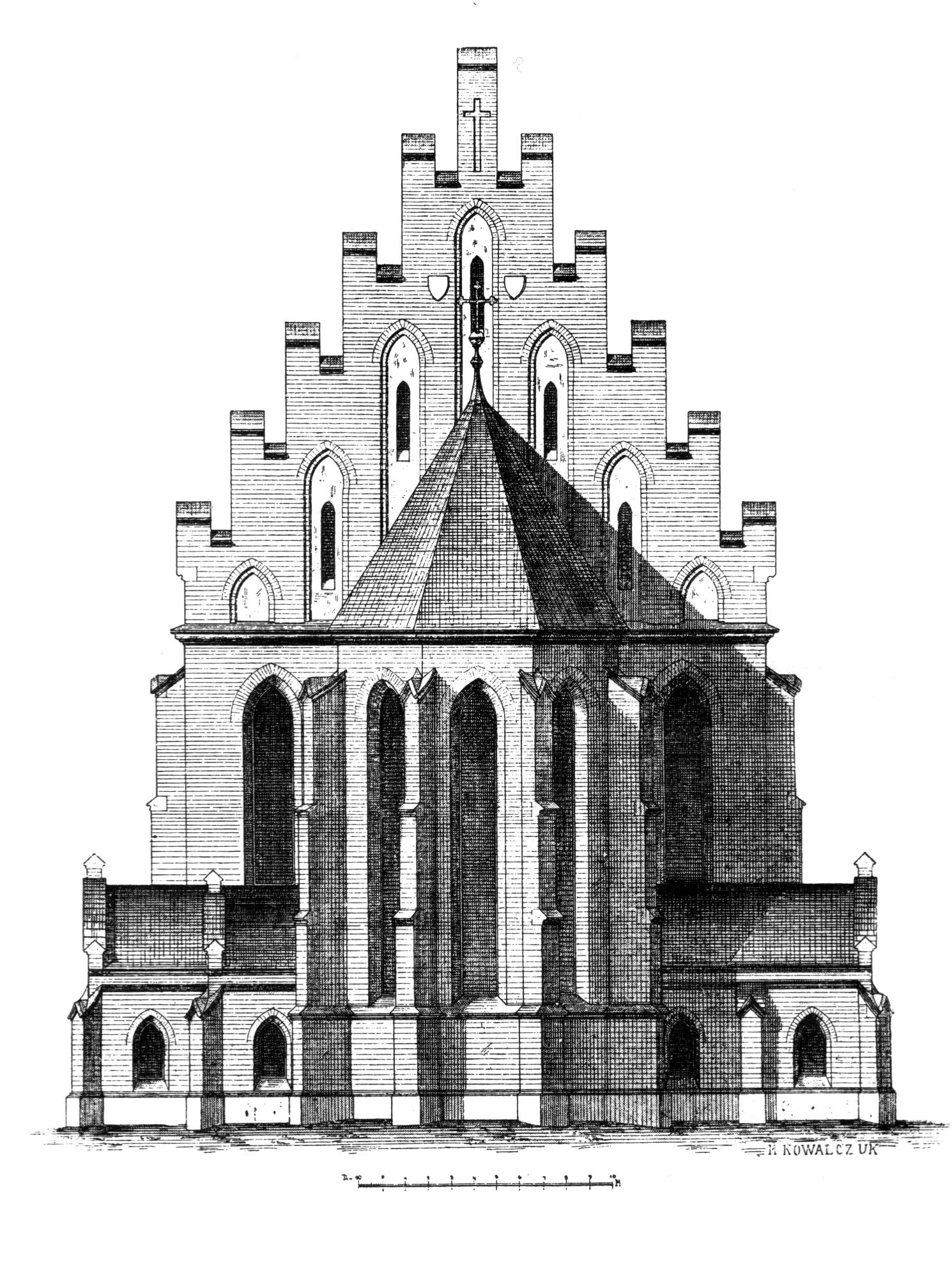
Архітектор М. Ковальчук. Графічна реконструкція первісного вигляду (з тилу)

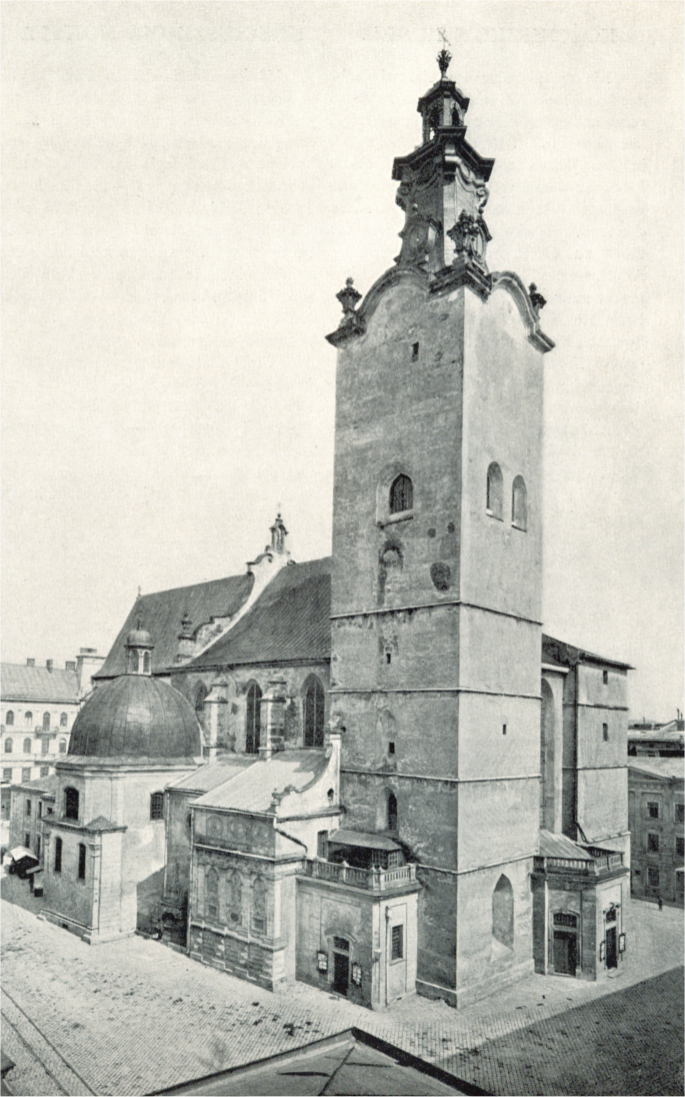
Собор у 1898 р.

1353 роком датується перша документальна згадка про парафіяльний костел Діви Марії у Львові. Джерелом є грамота 1359 року, у якій ідеться про пожертву храмові комітисою Анною млина на Збоїщах. Надалі протягом усієї другої половини XIV століття трапляються документи про храм Діви Марії, однак жоден з них не дає певності — йдеться про храм у середмісті чи костел Марії Сніжної, який на той час вже існував і на думку багатьох дослідників був першим парафіяльним у Львові. 6 квітня 1363 року датується булла, яка була реакцією на прохання короля Казимира ІІІ заснувати єпископство з центром у Львові. Задум цей реалізовано не було.
1384 року вперше згадується пожертва на будівельні роботи, хоч і надалі незрозуміло, якому храмові (цілком можлива і перебудова костелу Марії Сніжної). Поширена версія про будівництво собору майстром Нічком з Троппау базується на згадці 1385 року, яка насправді також не уточнює, у якому з двох костелів проводили роботи. Перша згадка, яка достеменно стосується майбутньої катедри, походить із 1399 року, коли члени міської ради зробили пожертву на майбутній вівтар 10 000 мучеників. Управителем фондів у цей час був Петро Штехер, який також від імені міста наглядав за будівництвом, особисто пожертвував сто кіп грошей. Спорудженням займався вроцлавський архітектор Микола Ґансечке (Ґонзаґе).
За первісним проектом у собору повинно було бути дві вежі: одну завершили наприкінці XIV століття, інша так і залишилася незакінченою через брак коштів.
У 1404 році Микола Ґансечке закінчив вівтарну частину храму, а наступного року її освятив перемиський єпископ Мацей Яніна за участі галицького архієпископа Якова Стрепи.
У 1406 році до кафедри перенесено засноване не раніше 1387-го братство Діви Марії, котре діяло початково при костелі Марії Сніжної. Статус кафедри храм отримав 1412 року, а остаточне підтвердження через два роки надав антипапа Іван XXIII буллою «In eminenti». Ймовірно, ще 1415 року була утворена капітула і в 1429 році була затверджена. Вона взяла на себе управління фондами та нагляд за будівництвом. У 1441 році архієпископ Ян Одровонж консекрував вівтар на честь Матері Божої, встановлений та виготовлений коштом галицького каштеляна Яна Влодковича гербу Сулима — дідича Княгиничів. 1481 року вроцлавські будівничі Йоахім Ґром та Амвросій Рабиш завершили зведення нав, засклепивши їх. Тоді ж у соборі було встановлено три вівтарі. Згадуються також vitra variecolora — ймовірно, вітражі. У той час від імені міста за роботами наглядав місцевий патрицій Георг Шеллер. Над бічним входом з південної сторони було вмуровано скульптуру святого Юрія — патрона Шеллера, виконану «грубим різцем». 1490 року дах над пресбітерієм довелось замінити. Роботи виконав тесля Нікель Клоч. 1493-й рік прийнято вважати роком завершення будівництва. Тоді будівничий Ганс Штехер спорудив і засклепив хори.

### Оформлення та перебудови XVI—XVIIIстоліть
Один з храмів Львова, в якому ще в XVI столітті проводились богослужіння німецькою мовою.
У 1510 році у соборі встановили перший орга́н. У 1527 році під час великої львівської пожежі згоріло практично все готичне місто. Постраждав і собор — особливо західна його сторона та вежа. Відбудові храму сприяв тодішній архієпископ Бернард Вільчек, за сприяння якого було відлито нові дзвони, один з яких отримав назву «Бернардин», відновлено або заново вимурувано склепіння, дах вежі.

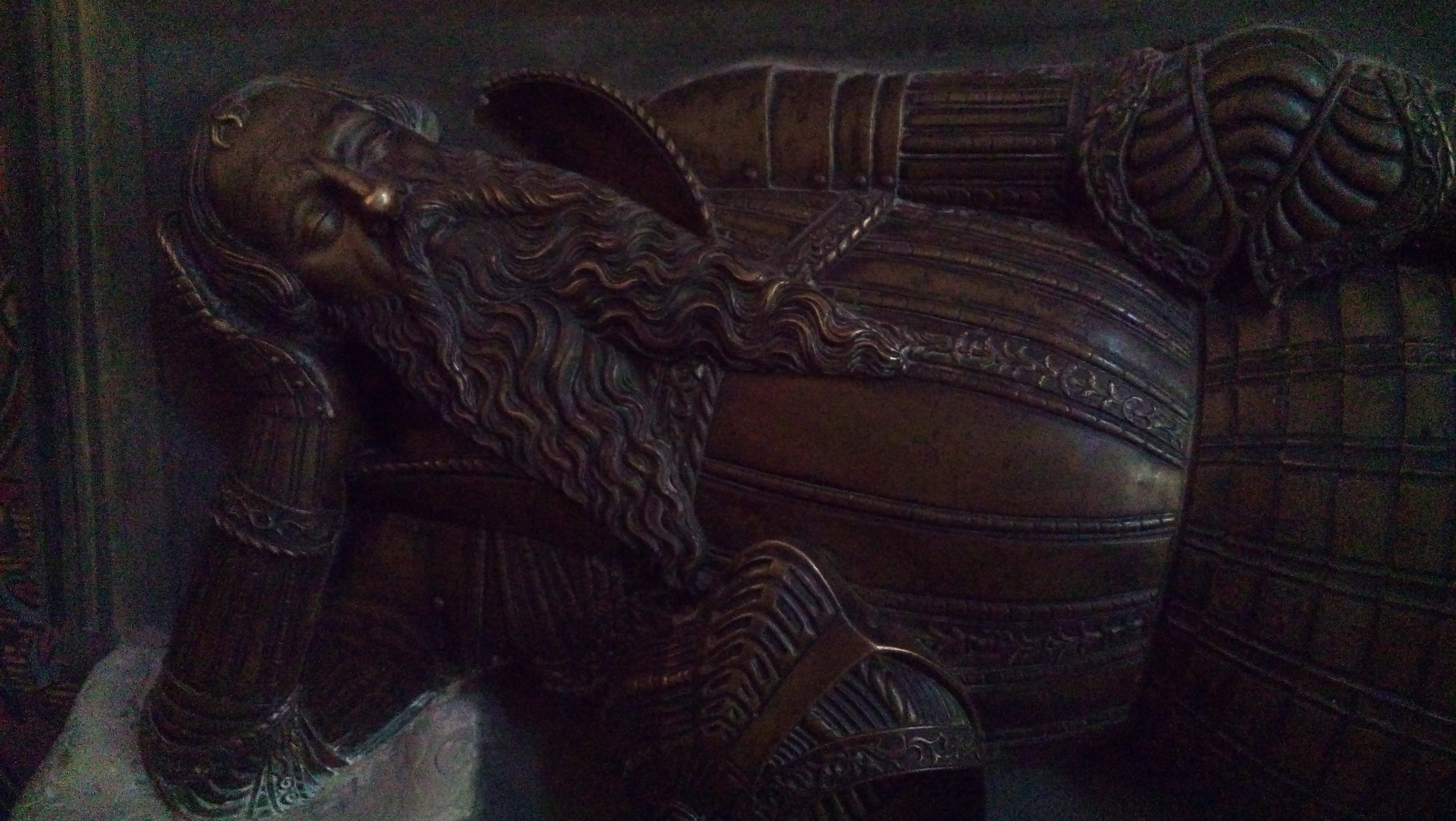
Надгробна бронзова статуя Миколи Гербурта Одновського XVI ст.

Відбудовою храму зайнялися вже ренесансні архітектори, що вплинуло на майбутній вигляд споруди — зокрема, у 1566 році за ініціативи архієпископа Станіслава Сломовського встановлюють новий вівтар. Простояв він недовго — у 1616 р. у храмі вже інший, пізньоренесансний вівтар роботи Лукаша Калінського.

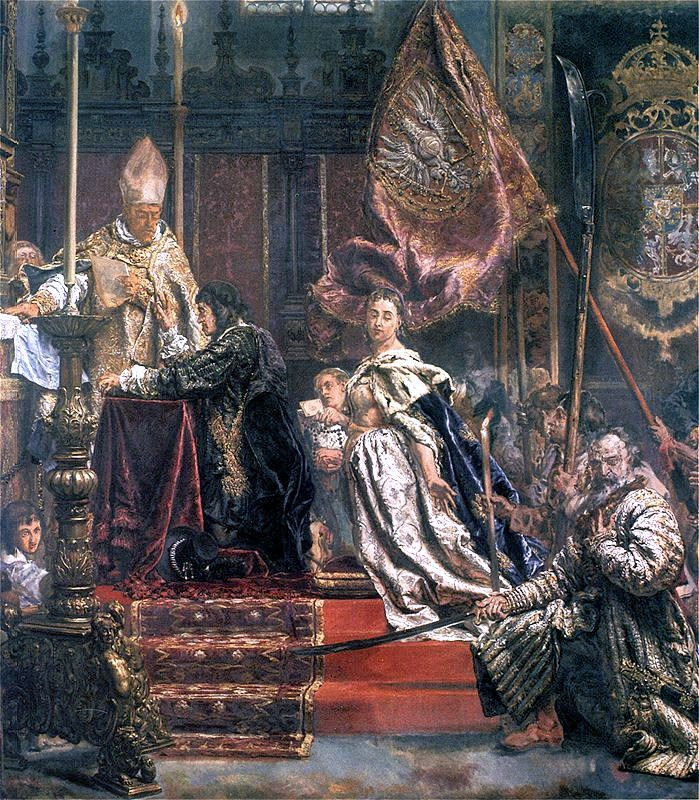
Обітниця Яна II Казимира в Латинському соборі 1 квітня 1656 року (фрагмент картини Яна Матейка)

У 1623 році, після кількох років мору, голоду, пожеж, ворожих нападів на місто, Павло Юрій Боїм разом з іншими райцями-резидентами ухвалив рішення фундувати вівтар святого Роха в катедрі. У 1629 р. у кафедрі перший раз відправили Богослужіння єпископи-уніати, між ними Мелетій Смотрицький — автор граматики слов'янської мови, митрополит Йосиф Рутський. Проповідь мав королівський проповідник Матеуш Бембус За свідченнями міщан, факт відправи Служби Божої в костелі дуже засмутив вірменську та руську громади міста, котрі були здебільшого православними. «Кухарки руські і вірменські поганами їх [владик] називали і проклинали», — свідчить невідомий міщанин.
1 квітня 1656 року у храмі перед іконою Матері Божої Милостивої (авторства Йозефа Шольц-Вольфовича) складав обітниці за оборону Польщі король Ян II Казимир. Ця подія увійшла до польської історії як «Львівські шлюби Яна Казимира»;— монарх просив у Матері Божої допомоги у боротьбі проти нападів шведів на Польщу, обіцяючи натомість полегшення життя простому люду.
У XVIII ст. стан катедри викликав занепокоєння архієпископів Яна Скарбека і Миколая Вижицького. Буря на межі 1760—1761 років зірвала частину мідного даху. У 1760—1778 рр. собор у стилі пізнього бароко та рококо перебудували з ініціативи тодішнього архієпископа Вацлава Сераковського — до цього храм перебував у поганому стані, проте попередні майже 50 років далі розмов та закликів справа не йшла. Тоді вежа отримала барокове завершення, котре виконав коваль Ян Неджвецький, а її висота стала 64,3 м (34 віденські сажні). У 1765—1771 рр. встановлено новий рококовий вівтар авторства Петра Полейовського, котрий ми бачимо і зараз. Фактично, до нашого часу у первісному вигляді дійшла основна частина конструкції — особливо добре це демонструє екстер'єр вівтарної частини храму (з боку вулиці Галицької та площі Ринок).
Під час реставрації багато давніх готичних та ренесансних вівтарів та інших пам'яток було знищено чи замінено бароковими (тоді було усунуто пам'ятні надгробки архієпископів Б. Вільчека, Фелікса Лігензи, Павела Тарла, Яна Димітра Соліковського, Яна Порохницького, Станіслава Ґроховського), що викликало конфлікт архієпископа з львів'янами. На сторону Сераковського став Папа Климент XIII.
1776 р. було встановлено сучасний головний вівтар, виконаний у бароковому стилі. Він прикрашений мармуровими колонами та статуями роботи Матвія Полейовського, що зображають чотирьох святих: Августина, Григорія, Амвросія та Ієроніма. У вівтарі також знаходиться копія невеликого, прославленого чудесами, образу Найласкавішої Матері Божої (оригінал 1946 р. було вивезено до Польщі й зараз він перебуває у краківському Вавелі). Ліворуч від вівтаря — неоготична, «королівська», ложа.
На стіні собору з боку вулиці Галицької повішені гарматні ядра: з облоги Львова 1672 року турків із Петром Дорошенком, під ядром для пояснення зроблено напис латиною — Ex obsidione turcica; 1919 р. — Української галицької армії (Ex obsidione ruthenorum). З боку тієї ж вулиці Галицької можна побачити портрет Яна Домагалича — фундатора однієї з каплиць, що не збереглися, надгробну плиту з каплиці Шольц-Вольфовичів та фреску Богородиці з Христом. Фреска є копією з ікони 1598 р. міщанина Юзефа Шольц-Вольфовича на спомин про улюблену онуку (про це див. нижче). У другій половині 2000-х років фреску реставрували.

### Новітня історія (XIX—XXIст.)
Упродовж цілого XIX століття в інтер'єр та екстер'єр внесено багато змін. 1802 року зліва перед входом до пресбітерія змонтовано новий, кутий з металу амвон. З протилежного боку встановлено ампірний пам'ятник Катажині Оссолінській з Яблоновських, виготовлений у 1805—1806 роках з мармуру та бронзи скульптором Гартманом Вітвером. З ініціативи архієпископа Франтішека Піштека було проведено цілий ряд модифікацій у 1835—1846 роках. Автентичну готичну кладку фасаду, викладеного цеглою двох відтінків, було повністю потиньковано. 1839 року в соборі встановлюють новий орган, виконаний львівським майстром Романом Духенським, фундований каноніком і кустошем Якубом Бемом. У 1844 році хрест, що увінчує вежу, вкрили позолотою. Також у храмі було встановлено ряд надгробків, а собор прикрасили картини Алоїза Рейхана та Юзефа Хойницького.

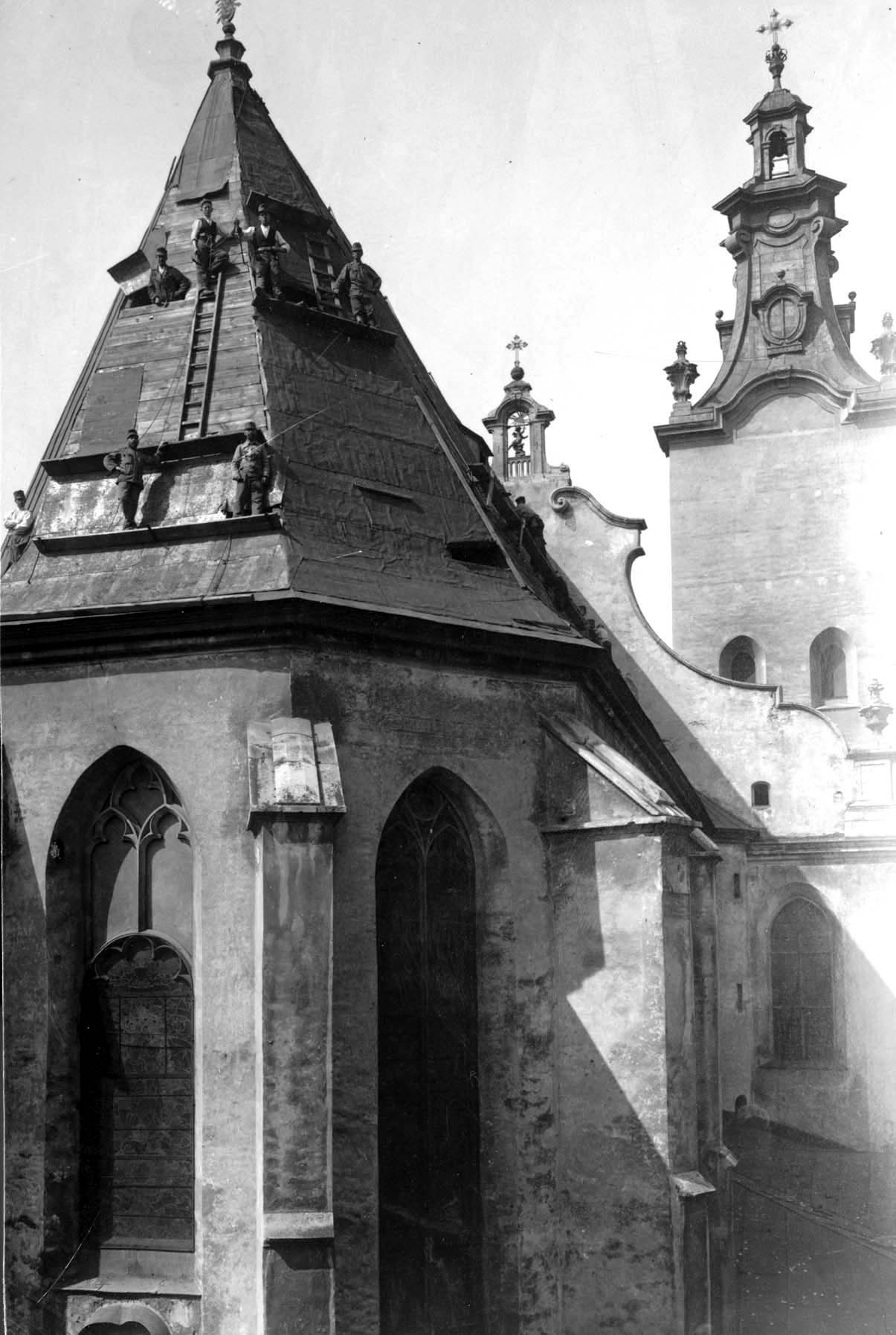
1916 рік. Австрійські військові знімають мідну бляху з даху собору

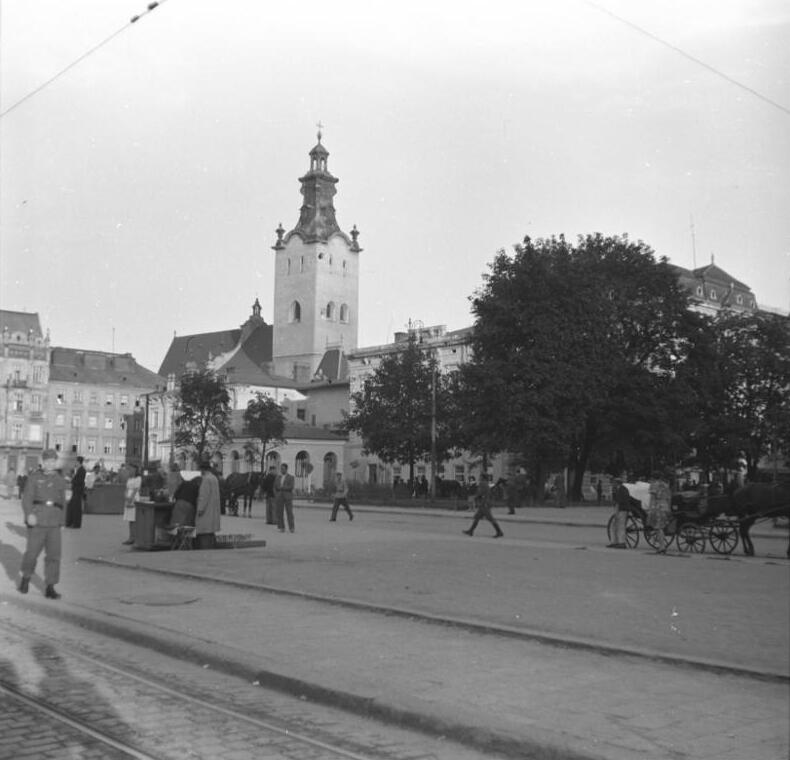
Вигляд на собор та колишню площу Капітульну (1943 р.)

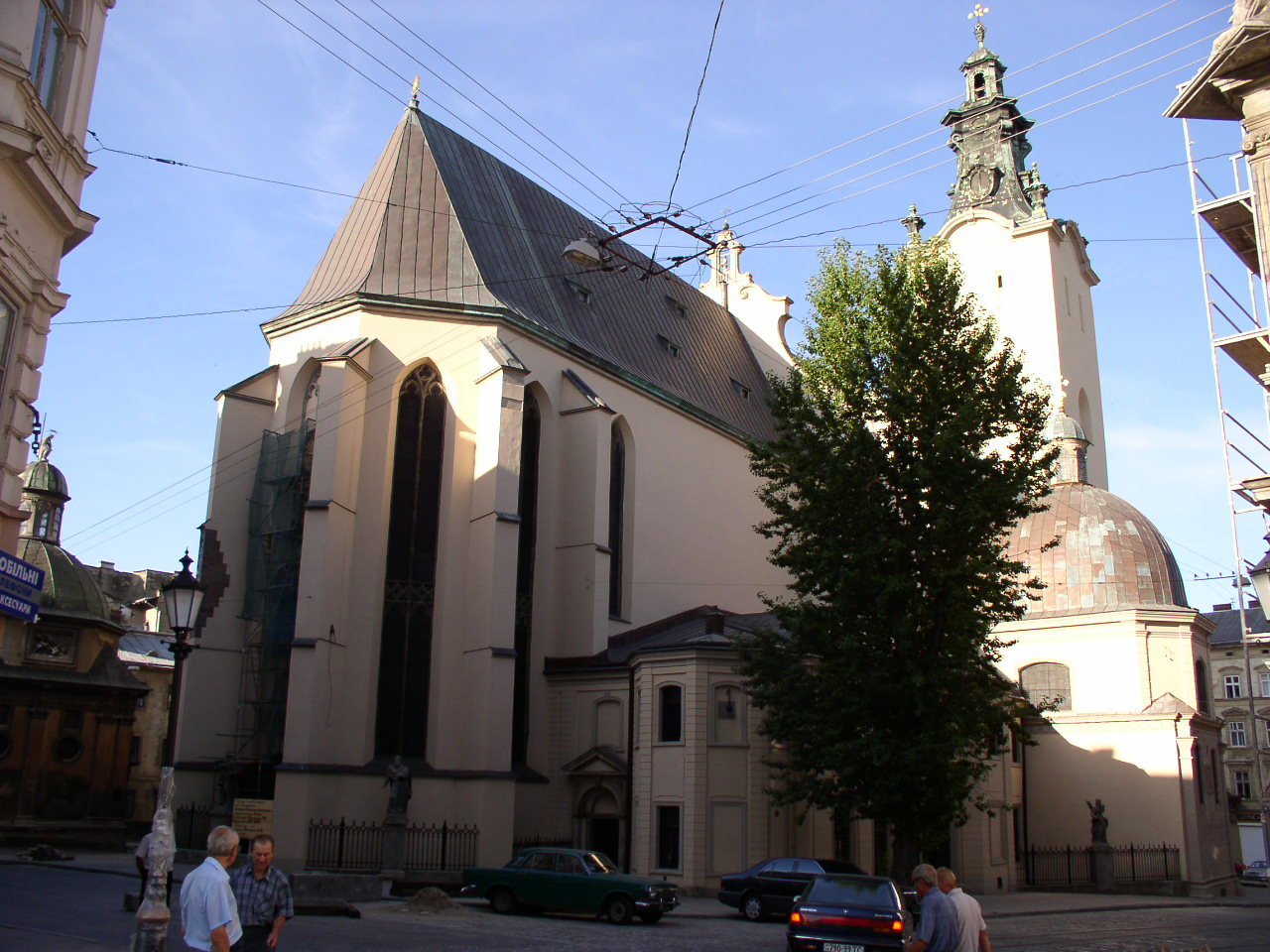
Вигляд собору від площі Ринок

Наприкінці століття у Львові проводилась підготовка до Галицької крайової виставки, що мала відбутись 1894 року. У зв'язку з цим 1892 року ініційовано черговий етап відновлювальних робіт. Керівниками призначено єпископа Яна Пузину, професора Владислава Лозинського і молодого архітектора Міхала Ковальчука. Роботи розпочато з пресбітерія. Було збито тиньк зі склепінь і пілястри зі стін разом із бароковими розписами Станіслава Строїнського. Натомість виконано нові орнаментальні розписи. Ліворуч від вівтаря влаштовано ще один, малий, орган, виконаний львівською фірмою Яна Слівінського. З Перемишля був запрошений скульптор і архітектор Фердинанд Маєрський, який виконав неоготичний балкон нового органу і трохи глибше у пресбітерії в такому ж стилі — «імператорську ложу». Він же зробив нові портали каплиць святого Казимира і святого Йосипа, що мають входи з пресбітерія. Наново вибито ряд закладених раніше вікон, вставлено неоготичні масверки, виконано нові вітражі. По лівій (північній) стороні уміщено вітраж «Висвячення Гжегожа з Сянока на львівського архієпископа» Тадеуша Попеля, «Обітниці короля Яна Казимира» Юзефа Мегоффера, «Казимир Великий — фундатор катедри» Едварда Лєпшого. Над головним вівтарем — «Найсвятіша Марія Діва, Королева Польської корони» Едварда Лєпшого (1902). По правій (південній) стороні: «Оборона Львова за допомогою св. Яна з Дуклі» Станіслава Батовського-Качора, «Святі покровителі Польщі» Яна Матейка і Томаша Лісевича, «Свята Родина» Фердинанда Ляуфбергера, «Матір Божа Підкамінецька» Тадеуша Крушевського, «Святі Костянтин і Олена» Юліана Макаревича. Вітраж на хорах, виконаний за проектом Теодора Аксентовича. Більшість вітражів виконано фірмою Маєра з Мюнхена. 1894 року завершити роботи не вдалось — лише реконструкція пресбітерія тривала до 1899 року. Згодом Віденська цісарська комісія з реставрації визнала уже проведені роботи нефаховими, такими, що нищать автентичність пам'ятки. Роботи було припинено, переоформлення нав навіть не розпочато.
1908 року керівником реставраційних робіт у соборі призначено професора Львівської політехніки Тадея Обмінського, який виконував ці обов'язки аж до своєї смерті 1932 року. 1909 року понищені часом кам'яні барокові вазони на вежі замінено бляшаними. У зв'язку з цим організація під назвою «Коло архітекторів» заявила протест, вважаючи подібні дії вкрай нефаховими. У 1910 році на соборі встановили меморіальну таблицю на честь 500-річчя Грюнвальдської битви (проект Міхала Лужецького, виконала фірма Генрика Пер'є), у 1912 — таблицю присвячену Петрові Скарзі (скульпторка Люна Дрекслер), 1917 року — Тадею Костюшкові з нагоди сотих роковин смерті (майстерня Вільгельма Скунжила). Австрійська влада реквізувала мідне покриття даху під час Першої світової війни. Під час українсько-польських боїв за Львів 3 травня 1919 року в собор влучив артилерійський снаряд. У пам'ять про це в контрфорс від вулиці Галицької вмуровано меморіальну табличку з написом Ex obsidione ruthenorum. У 1920-х роках Тадей Обмінський організував осушення фундаментів собору та перекриття будівлі новим мідним дахом. 1923 року з-під тиньку було відкрито два готичні портали по боках нави, які простояли замуровані від часів перебудови 1760—1770-х.

Меморіальна таблиця з нагоди візиту Папи Римського

Під час другої світової війни храм майже не постраждав, однак меморіальні таблиці, присвячені Грюнвальдській битві і Пйотру Скарзі, окупаційною владою було знищено.
26.04.1946 року — радянська влада змушує Архієпископа Львівської архідієцезії Євгенія (Евгеніуша) Базяка назавжди покинути Львів. Виїжджаючи зі Львова, архієпископ Евгеніуш Базяк забрав чудотворну ікону Матері Божої Ласкавої, релікварій блаженного Якуба Стрепи та ще деякі предмети з опорядження храму. За радянських часів храм був одним із небагатьох, що можна було відвідувати, тому сюди на літургії приходили й віруючі інших конфесій. Вважається, що за збереження катедрою свого первісного призначення, а не перетворення її радянською владою на склад, спортивний зал тощо (така доля спіткала багато львівських храмів) потрібно завдячувати єпископу Рафалу Керницькому — настоятелю кафедри у цей нелегкий час та, згодом, в'язню ГУЛАГу.
Із здобуттям Україною незалежності відновлюється Львівська архідієцезія. Вже в 1991 році тут висвячують двох священників.
25 червня 2001 року храм відвідав Папа Римський Іван Павло II. 2003 року з нагоди цієї події на західній стіні храму з'явилася меморіальна таблиця з написами українською, польською та латинською мовами (скульптор Ярослав Скакун). З нагоди цього візиту у 1999—2000 роках інтер'єр собору було ґрунтовно реставровано українськими та польськими консерваторами пам'яток. Також було проведено відновлення пресбітерія, великого вівтаря, захристя та каплиці св. Йосифа.
Від 22 листопада 2008 року митрополитом Львівським є Мечислав Мокшицький, що змінив на цій посаді попереднього митрополита кардинала Мар'яна Яворського. 2017 року будівлю почали підсвічувати художнім світлом у вечірній час.
11 вересня 2021 року архієпископ-митрополит Львівський Мечислав Мокшицький спільно з єпископом Броніславом Бернацьким та єпископом Мар'яном Бучком поблагословили пам'ятну таблицю кардинала Мар'яна Яворського, встановлену у каплиці Христа Милосердного у латинському катедральному соборі Львова.

## Усипальниця, цвинтар, окремі каплиці

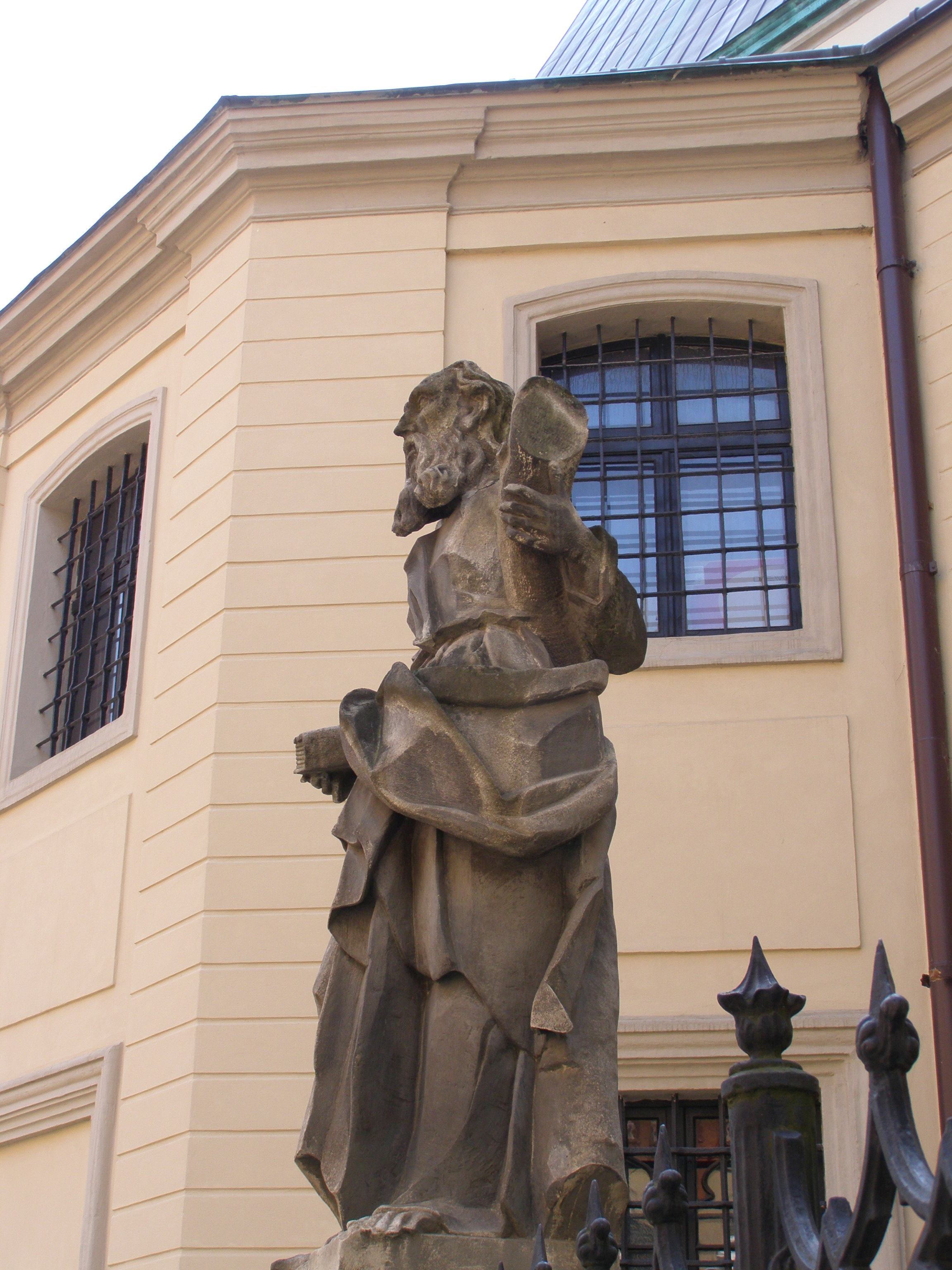
Одна зі статуй, що колись стояла на цвинтарі

При кафедрі від самого її початку знаходився цвинтар. Правдоподібно, що він виник приблизно 1405 року, коли було освячено саму кафедру, позаяк у непосвячену землю не ховали. Цвинтар займав території майже всієї сучасної площі Катедральної та був обведений стіною.
Навпроти теперішньої захристії (з боку площі Ринок) була брама для проїзду возів, звана «Королівською». Пішо заходили кількома східцями. Рівень тодішнього цвинтаря був значно нижчим за сучасний — про його рівень у 70-х рр. XVIII ст. можна судити, заглянувши через ґрати, якими обнесене заглиблення коло собору.
Також хвіртки були з боку сучасної площі Івана Підкови та навпроти головного входу. Біля останньої стояли ятки різників, в яких деколи навіть забивали худобу. Ятки 1800 р. було розібрано й перенесено за Краківську браму.
1762 року було розібрано каплицю Мілевських, а 2 епітафії перенесено до собору. Стіни цвинтаря знесли при реставрації 1776 року. Тоді ж перенесено під сам храм скульптурний комплекс «Христос на смертному ложі» (також відома як капличка «Гріб Господній»), що стояв у одній із брам. У 1783 р. імператор Йосиф II видав розпорядження про знесення у Львові церковних кладовищ та заснування чотирьох цвинтарів за межею міста. З шести каплиць, що стояли осібно (зокрема, Шольц-Вольфовичів), збереглася лишень каплиця Боїмів. Також збереглися статуї святих, котрі, після знесення кладовища, було поставлено навколо собору.
У криптах храму було поховано відомих державних діячів Королівства Польського, Речі Посполитої, зокрема, руського воєводу Станіслава Жолкевського (батька канцлера Станіслава), львівських латинських архієпископів Пйотра Стажеховського, Яна Сененського, Фелікса Лігензу, архітектора Петра Полейовського, львівського каноніка РКЦ Йогана (Яна) Гербеста, бургомістра Львова, доктора Станіслава Дибовича (Дибовецького).

## Прибудовані каплиці
Проміжки між контрфорсами нав і пресбітерія від самого початку використовувались для будівництва каплиць — родиних усипальниць заможних міщан та львівських патриціїв. Поховання робились у їх підземеллях. Уже 1395 року при кафедрі згадується каплиця св. Петра і Павла. Багато прибудовано і в наступних роках. Це, зокрема, каплиці Найсвятіших Дарів (1440), Журавнівська (1441), Бучацьких (1440, перебудована 1495, а потім — архієпископом Я. Д. Соліковським (1587), святого Станіслава (1440), Раєцька (1454), Струмилів (1463), кушнірська (1478), братства жебраків (1493), каплиці єпископів Томаша Піравського (1610) і Яна Замойського (1615). Вхід до каплиць був організований по-різному: одні мали лише вхідний отвір, інші відгороджувались дверима або кутими ґратами. Для їх влаштування зазвичай пробивались стіни та перемуровувались контрфорси, що дуже ослабило конструкцію. До того ж різночасові каплиці були різними за розмірами і не становили єдиного стильового ансамблю. У 1760-х роках архієпископом В. Сераковським ініційовано докорінну перебудову собору, під час якої частину каплиць було перебудовано, а деякі взагалі знесено. З прибудованих каплиць збереглось вісім.

### Бичування Христа

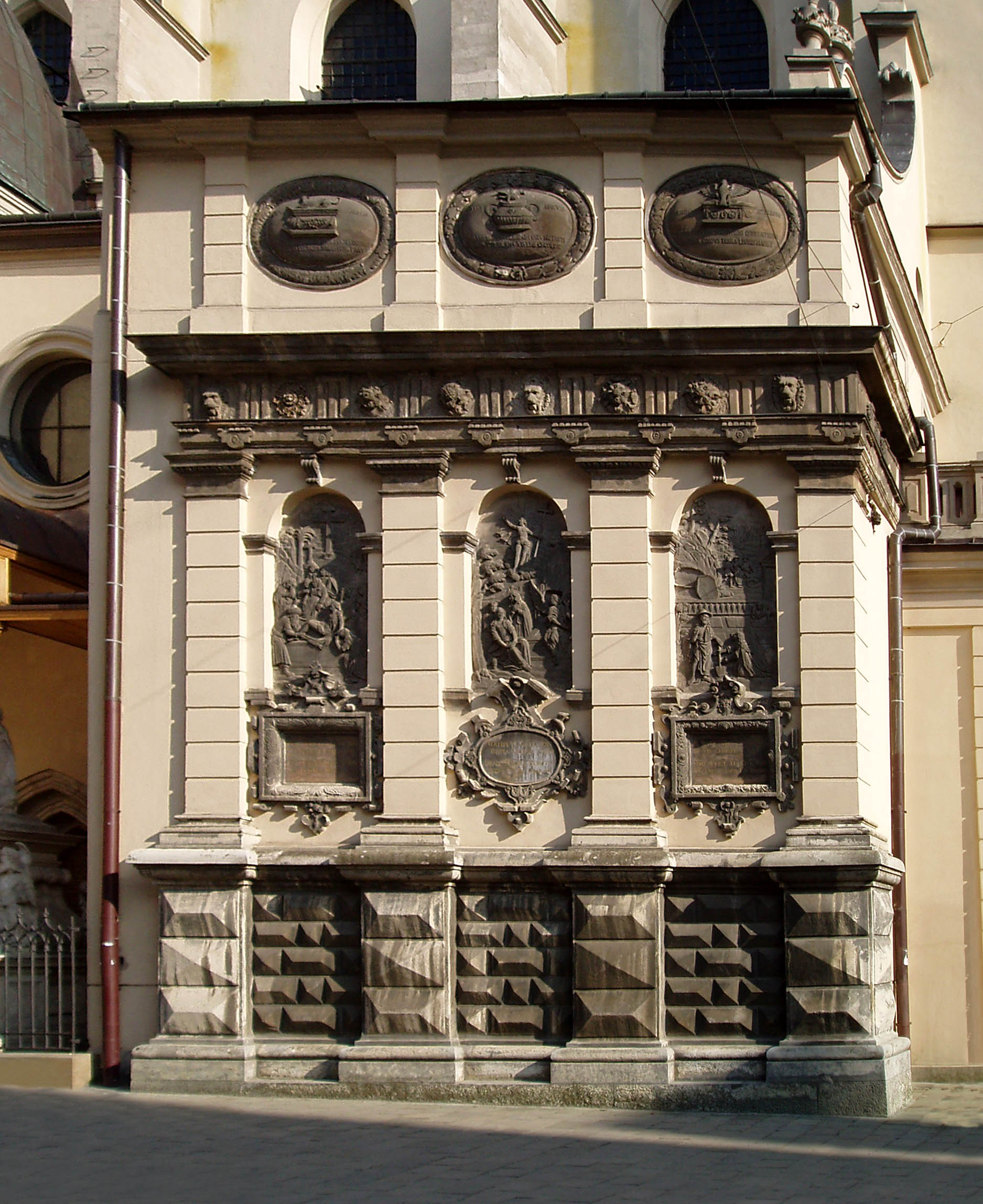
Каплиця Бичування Христа (Кампіанів)

Знаходиться при північній наві, перша від входу. Рідко фігурує в літературі під своєю справжньою назвою-посвятою. Більше відома як каплиця Кампіанів — усипальниця родини львівських райців і бургомістрів. Збудована у стилі ренесансу протягом 1584—1629 років на місці давнішої каплиці Струмилів, що стояла тут від 1463 року. Ордерний каркас фасаду з рустованим цоколем ймовірно виконав архітектор Павло Римлянин. Рельєфи «Покладення до гробу», «Воскресіння Христа», «Христос-городник» між пілястрами фасаду приписують Генріхові Горсту, а постаті євангелістів виконали ймовірно Ян Пфістер і Себастян Чесек. Близько 1660 року проведено ремонт, ініційований Бартоломеєм Зиморовичем. Тоді в інтер'єрі з'явились нові скульптурні надгробки, зокрема портретні погруддя авторства Войцеха Капіноса молодшого. Під час перебудов, ініційованих архієпископом Вацлавом Сераковським, було змінено вхід до каплиці, перемуровано склепіння, яке 1774 року розписано Станіславом Строїнським. Реставрована під керівництвом Владислава Садловського протягом 1905—1906 років. Наступна реставрація відбулась 1923 року. У каплиці окрім Кампіанів поховані представники споріднених із ними родин Ґросваєрів та Острогурських. Потрапити до каплиці можна лише з костелу. Інтер'єр каплиці надзвичайно багатий, його оздоблено чорним, білим, червоним та рожевим мармуром. Інтер'єр також прикрашено бюстами Мартина Кампіана, його батька Павла та горельєфами із зображенням пророків, апостолів-євангелістів.

### Святого Антонія
При північній наві, друга від входу. Утворена в об'ємі колишнього передсінку бокового входу. Зовні на фасаді зберігся закладений готичний портал колишнього входу. 1898 року в каплиці встановлено нові вітражі. Тут встановлено пам'ятник Анджеєві Анквичу (перенесено 1925 року з каплиці Розп'ятого Христа). У 2008—2009 роках проведено комплексну реставрацію. З вулиці до фасаду приставлена скульптурна група «Гріб Господній».

### Святих Дарів

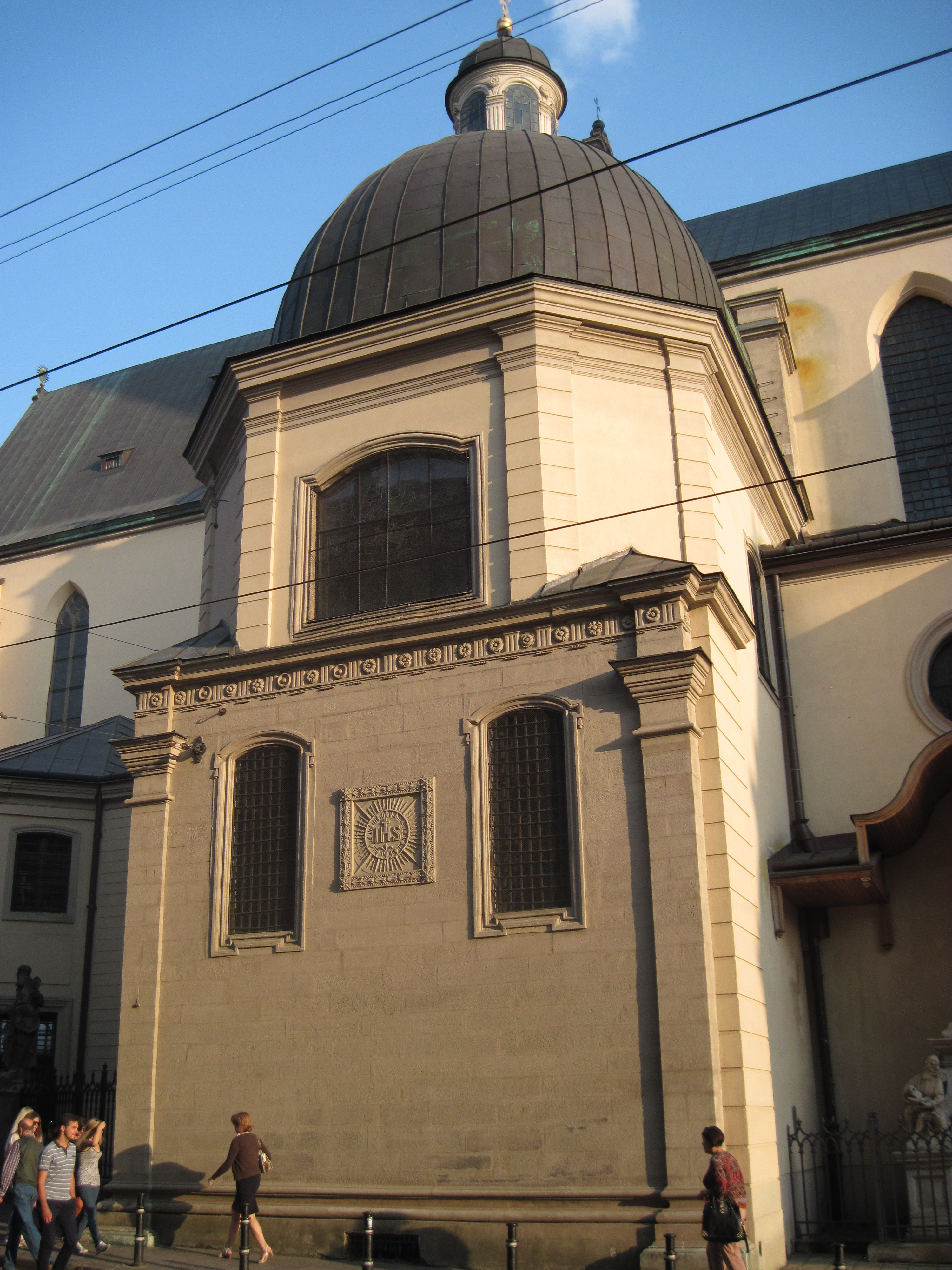
Каплиця Святих Дарів (Вишневецьких)

При північній наві, третя від входу. Звана також каплицею Вишневецьких, або Найсвятішого Сакраменту. На цьому місці була каплиця Бучацьких, збудована ще до 1440 року, перебудована архієпископом Я. Д. Соліковським у 1587 р.
Первісну готичну каплицю перебудовано в ренесансному стилі наприкінці XVI ст. Автором перебудови був імовірно Павло Римлянин. З того часу характерні стильові ознаки зберігає нижній ярус. У 1701—1707 роках князями Вишневецькими (фундаторкою була вдова князя Костянтина Вишневецького Анна з Ходоровських) збудовано нову каплицю (її в 1737—1740 роках реконструювали коштом Януша Антонія Вишневецького та його дружини Теофілії Лещинської). 1747 р. встановлено багатий пізньобароковий вівтар невідомого автора. Скульптури вівтаря виконав, ймовірно, Томас Гуттер або Христіан Сейнер. Розписи купола приписуються Станіславові Строїнському (приблизно перед 1771 р.). Протягом 1870—1872 років проведено ремонт. 1888 р. встановлено мармуровий пам'ятник архієпископу Франциску Вежхлейському (скульптор Тадей Баронч). У 2009—2015 роках тривала реставрація.
Нижній ярус каплиці прямокутний у плані. Північна його стіна має два вікна. З фасаду обкладена кам'яними плитами. На краях фланкована двома пілястрами, над пілястрами декоративний фриз. Між вікнами уміщено таблицю з рельєфними літерами «IHS» . Другий ярус має план восьмерика. У його західній, північній та східній гранях влаштовано великі вікна. На овальному мідному куполі з написом «1770» є світловий ліхтар, увінчаний гербом Вишневецьких і хрестом. При північно-східному наріжнику на ланцюгу підвішено турецьке ядро, йомвірно з часів облоги міста 1672 року.
У каплиці були поховані: останки мученика Мартина Лятерни (загинув 1598), львівський архієпископ Миколай Кросновський (пожертвував для каплиці 10 000 злотих), його небіж — чернігівський воєвода Миколай-Франциск Кросновський (помер 1723 р.), брати Павел та Кшиштоф Ґродзицькі (1659 р.), члени родини князів Вишневецьких.

### Святого Казимира
Має вхід з пресбітерія. Збудована в другій половині XVIII ст. на місці каплиці святого Станіслава. У другій половині XIX ст. розібрано бічні вівтарі. Під час переоформлення пресбітерія протягом 1892—1899 років встановлено новий неоготичний білокам'яний портал, виконаний фірмою Фердинанда Маєрського з Перемишля. До 1977 року відреставровано поліхромію. Протягом 2000—2001 років вхідний портал відреставровано.
При вході до давньої каплиці Бучацьких знаходився відомий у Львові алебастровий ренесансний вівтар Шольц-Вольфовичів (Найсвятішої Трійці). Виготовлений, імовірно, скульптором Яном Зарембою в майстерні Германа ван Гутте. Початково знаходився при мурі північної нави, пізніше перенесений поблизу входу до каплиці Бучацьких. Під час перебудови храму архієпископом Вацлавом Сераковським вівтар було продано до костелу святого Миколая, де знаходиться дотепер. Є однією з найцінніших і нечисленних пам'яток львівської ренесансної скульптури.
За М. Орловичем — каплиця Бучацьких..

### Святого Йосифа
Давніша посвята — Усіх святих. Має вхід з пресбітерія, примикає до нього навпроти каплиці св. Казимира. Збудована на місці каплиць архієпископа Яна Замойського і суфрагана Томаша Піравського. Існують відомості про оздоблення давньої каплиці Замойського трьома, ймовірно, алебастровими вівтарями святих Войцеха та Станіслава, святого Казимира і святого Яна Канти. Збереглись лише статуї архієпископів Яна Тарновського і Яна Замойського, фігурки ангелів з надгробка останнього (скульптор Ян Пфістер). Каплиця Піравського містила вівтар і надгробок з епітафією, фрагменти яких збереглись і знаходяться у нинішній каплиці, що стоїть на цьому місці. Один фрагмент із темно-червоного мармуру зображує сюжет «Увірування святого Хоми» (1610, скульптор Себастьян Чешек). Другий, також мармуровий, містить постать Піравського і латинський напис на світлій мармуровій вставці.
Близько 1867 року тут встановлено відреставрований ренесансний вівтар, віднайдений реставратором Мечиславом Потоцьким гербу Любич у підземеллях. Він перебував у підвалах собору з часів масштабної реконструкції архієпископом Сераковським. Принаймні частина вівтаря виконана 1592 року львівським скульптором Яном Бялим. У другій половині XIX ст. розібрано бічні вівтарі. 1898 року в каплиці встановлено нові вітражі. У проміжку між 1892—1899 роками встановлено неоготичний портал, виконаний фірмою Фердинанда Маєрського з Перемишля. Протягом 2000—2001 років білокам'яний вхідний портал відреставровано. В листопаді 2000 року в каплиці встановлено пам'ятник генералу Юзефу Дверницькому. Початково виготовлений з вапняку скульптором Парисом Філіппі і 15 травня 1869 року встановлений у львівському костелі св. Архангела Михаїла, у радянський час демонтований і сильно понищений. Перед встановленням у соборі пам'ятник відреставровано польським фахівцем, доктором Янушем Смазою. Другим поверхом нинішньої споруди є особисті покої архієпископа.

### Христа Милосердного
При південній наві, перша від входу. Відома також як «Каплиця убогих» і «Дзядівська». В арці входу вміщено епітафії каноніка Пйотра Мілевського та його батька, перенесені з розібраної 1762 року каплиці Мілевських кафедрального цвинтаря. Автором епітафій, ймовірно, був скульптор Олександр Прохенкович. Перебудована у стилі сецесії протягом 1905—1907 років за проектом Владислава Садловського. Мармуровий вівтар виконала фірма Людвика Тировича, барельєфи — Томаш Дикас та Алоїзій Бунш. Вітраж виготовлено за проектом Люни Дрекслер, розписи у супрапортах — художники Станіслав Дембіцький і Валеріан Крицінський. 2001 року польськими фахівцями М. Раєвською, К. Бромільською під керівництвом Януша Смази проведено реставрацію. Змонтовано пам'ятні таблиці на честь львівських єпископів XX ст. Встановлено срібний релікварій святого Зиґмунта Ґораздовського, у зв'язку з чим модифіковано вівтар.

### Матері Божої Ченстоховської
При південній наві, друга від входу. Влаштована у колишньому передсінку бічного входу. З вулиці видно замурований готичний портал. 1897 року в каплиці встановлено нові вітражі. У 2008—2009 роках проведено комплексну реставрацію.

### Христа Розп'ятого
При південній наві, третя від входу. Відома також як каплиця Яблоновських. Збудована Петром Полейовським протягом 1769—1771 років коштом княгині Анни з Сапігів Яблоновської — другої дружини Яна Каєтана Яблоновського. Стюкове оздоблення виконав Іван Оброцький у 1775—1776 роках. Тут встановлено пам'ятники архієпископам В. Сераковському (1787), Фердинандові Кіцькому (1797, обидва — робота Франциска Оленського). 1880 року виготовлено нові вітражі. У другій половині XIX ст. реставровано. 1909 року у каплиці встановлено срібний релікварій з мощами (пол. zwłokami) патрона архієпархії блаженного Якова Стрепи, виконаний Тадеушем Блотницьким. Чергову реставрацію проведено протягом 1925—1930 років. Художник М. Висоцький відновив фрески. У цей же час встановлено пам'ятник архієпископу Юзефові Більчевському авторства Петра Війтовича. 19 березня 1928 року в цоколь вмуровано скриньку з серцем архієпископа. 2000 року у п'яту річницю смерті Рафала Владислава Керницького — багаторічного пароха радянського періоду — в каплиці встановлено гіпсове погруддя авторства Валерія Бортякова і Олександра Оверчука. Урочисто освячено 12 грудня 2000 року.

### Втрачені
Серед втрачених відомою є каплиця Домагаличів, яка примикала до тильної сторони храму у проміжку між двома контрфорсами. У ній знаходилась ікона Матері Божої Ласкавої, визнана чудотворною і перенесена згодом до собору, коронована 12 квітня 1776 року.

## Бібліотека
Про найдавніший період існування бібліотеки кафедри відомостей немає. На думку дослідника Едварда Ружицького, вона могла бути заснована ще в Галичі і разом з митрополією згодом перенесена до Львова. Повинна була містити щонайменше рукописні літургійні книги. Одна з перших згадок про бібліотеку зустрічається у листі архієпископа Я. Д. Соліковського до Риму від 1600 року. Після ліквідації кафедральної школи її збірка поповнила кафедральну. Частину книг на зламі XVII—XIX століть було передано львівському монастирю кармелітів взутих. Назва «кафедральна бібліотека» походить із XIX ст. Більшість книг тепер знаходяться як депозит у бібліотеці Львівського університету. Частина книг, переданих свого часу кармелітам взутим, опинилась у вроцлавському Оссолінеумі.

## Легенди та цікаві факти
- Від 1472 р. усі, хто допомагав у побудові собору, були звільнені від постів з волі Папи Римського Сикста IV.
- Король Польщі Ян ІІ Казимир — рекордсмен серед усіх монархів, що коли-небудь відвідували собор. Ян ІІ Казимир під час семи візитів до Львова жодного разу не оминув цього храму.
- У 1772 р. мешканці міста на знак протесту проти окупації Львова австрійцями замурували парадний вхід в собор. Стрільчасті арки, закладені червоною цеглою, видно і зараз. З того часу і донині у храм можна потрапити тільки бічними входами.
- На західній стіні храму у 1910 р. було встановлено меморіальну дошку на честь 500-річчя Грюнвальдської битви, у якій зазнав поразки від польсько-русино-литовських військ Тевтонський орден. Під час нацистської окупації міста дошку було знищено. Зараз на цьому місці — таблиця Івану Павлу II.

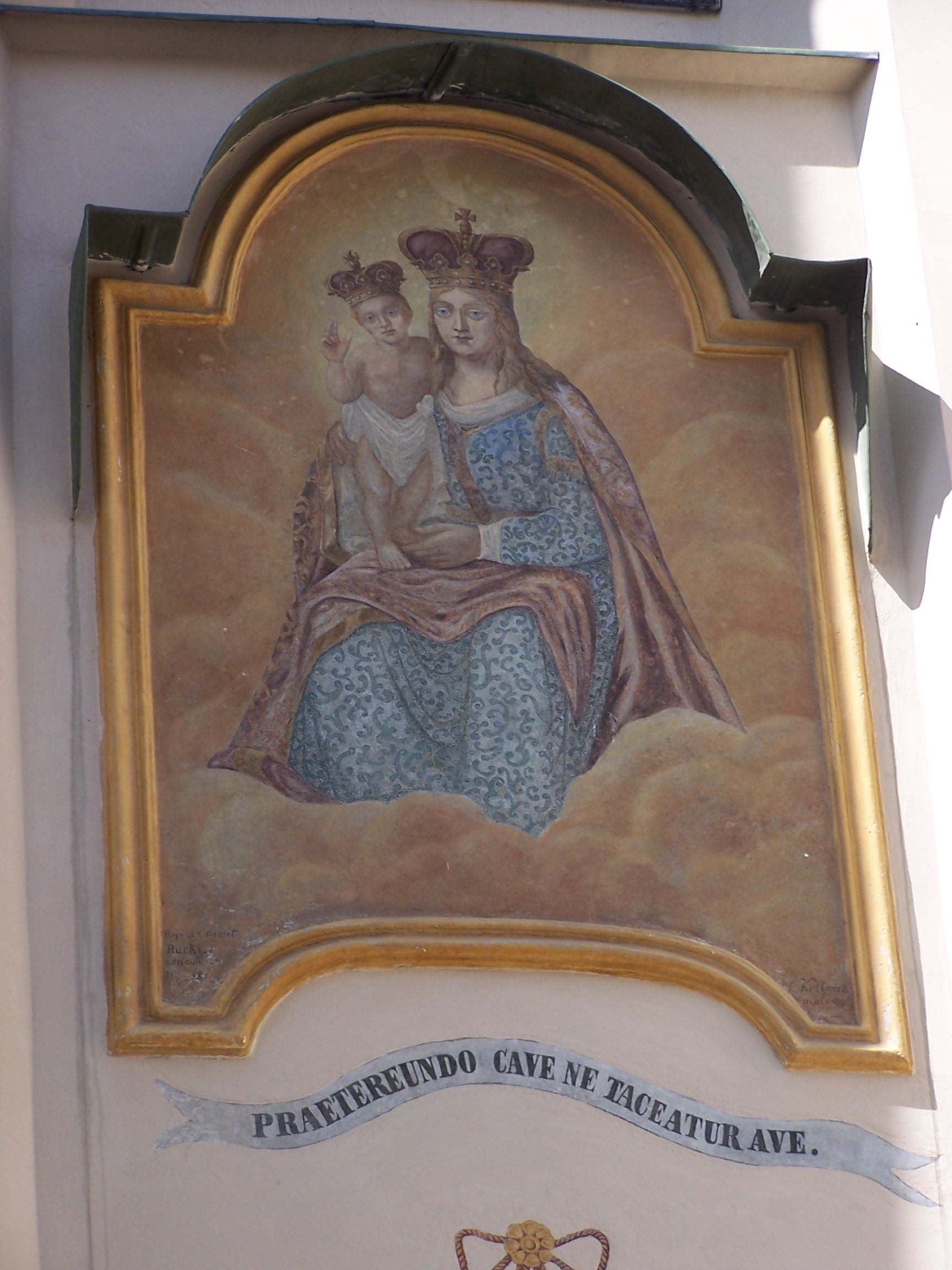
Фреска образу Найласкавішої Матері Божої

- У самому соборі було поховано багатьох воїнів, що загинули на полі бою. Сюди з війни проти молдавського господаря Богдана ІІ (1450 р.) привезли тіла руського воєводи Пйотра Одровонжа, галицького старости Миколая Порави (або Парави з Любіна[71][72][73]), Міхала Бучацького — сина гетьмана[74] Міхала Бучацького і командирів львівських добровольців Януша і Адама Замхів. Там же були поховані загиблі 1506 р. у битві з татарами Щенсни і Гжегож Струсі, загиблі у битві під Сокалем 2 серпня 1519 р. сини найзнаменитіших шляхетських фамілій: Гербуртів, Боратинських, Фредрів. Тіла полеглих шляхтичів складали у труни, оббиті та покриті яскраво-червоним оксамитом «на знак пролитої крові».

Похорони відбувалися вкрай урочисто, у військовому супроводі, на кшталт описаних Б. Зиморовичем: 
|  | … йшов попереду конвой військовий з прапорами, зі зброєю додолу схиленою, між ними сурмачі, що хриплими звуками вуха вражали, за ними вели кілька коней, вишиваними попонами вкритих, тут же знамена і зброю здобуту на ворогах несли, далі довгою чередою йшли ченці, псалми погребальні наспівуючи, були теж жалібні плачки, для збудження смутку і плачу найняті, ті себе у голову били, волосся на собі рвали, щоки нігтями дряпали і награним плачем удаючи скорботу, у простого люду сльози, а у розумніших сміх викликали. Катафалк погребальний, до тріумфальної брами подібний, представляв знаки перемог і трофеї. По закінченні відправи всім скорботам поклав край поминальний обід, або стрипа, де скорботні кубки допізна перехилявши, завтра не швидко почухалися. |

- На східній стіні храму з боку вулиці Галицької є зображення ікони з написом. Цей напис розповідає нам про трагічну і зворушливу історію, яка сталася у Львові більше, ніж 400 років тому. 1598 року померла від невиліковної хвороби 9-річна Катажина — донька міщанина Войцеха Домагалича. Дідусь дівчинки — відомий львівський «геометр» Юзеф Вольфович, — убитий горем, намалював і встановив на стіні костелу ікону Найласкавішої Матері Божої. Цей «образ» є копією оригіналу.

## Латинські написи
- «З облоги українців року Божого 1919 дня 3 березня» (напис біля снаряду в стіні храму);
- «Під час облоги Львова турками року Божого 1672 дня 17 вересня ця 36-фунтова куля, пущена з гармати через східне вікно за великим вівтарем всередину церкви, застрягла під зображенням найсвятішого Христа, не заподіявши жодної шкоди. І саме в ту ніч на архангела Михаїла була незвичайної сили буря з громами й блискавицями" (напис біля підвішеного ядра);

Цитати святих про Діву Марію всередині храму:
- «Вона одужуючого наснажує, болящого зцілює, зневіреного у вірі підносить. Св. Гіларій»
- «Вона шукає пропащі душі і зміцнює, просить ласку й осягає її, святіша від Вірсавії. Св. Епіфаній»
- «Величні слова сказано про Тебе, Богородице, але й досі є місце для славлення Твого, досі славу Тобі мовлять усі язики. Св. Максим»
- «Ти єдина, Діво, усій єретичній облуді поклала край. Св. Лаврентій»
- «Джерело благодатей, що його не можна вичерпати. Св. Лев»
- «В інших — по частинах, а в Марію влила себе уся повнота благодаті. Св. Єронім»
- «Як може не бути матір'ю вибраних та, що брата їхнього породила?» Св. Діонісій, «Про небесну ієрархію»
- «Не могла в достойності своїй поширитися і вище піднестися. Св. Бернардин»
- «Помагай нещасним, підтримуй малодушних, зігрівай ридаючих, молись за народ, заступайся за клир. Св. Августин»
- «Джерело благодатей, криниця живої води на спасіння смертним. Св. Тома з Віланова»

Епітафії в храмі:
- «Шляхетний і знатний вельможний пан Бальтазар Бзовський із Бзови віце-староста яворівський, що спочив у Господі дня 15 грудня року Божого 1574 на 6-му році життя. Його вічна душа спочиває в мирі, віддалена, в Господі ласкавому. Амінь»;
- «Славетному Станіславові Ганелю, громадянину львівському, померлому дня 17 листопада року Божого 1570, цей пам'ятник поставила достойна жона Софія. Сьогодні мені, завтра — тобі»
- «Вітай гостю. Петро Мілевський з Мілева каплицю, від самих підвалин споруджену і упосаджену, єдиному синові, Петрові Мілевському, канонікові львівському — йому як пам'ятник, собі як могилу, нащадкам як пам'ять, живим як приклад — залишив по собі. Ти, що читаєш — ким би ти не був — скажи, хай Бог змилосердиться над обома. Року Божого 1634, дня 1 грудня»
- «Станіслав із Жовкви, воєвода Руський, багатьма блискучими заслугами в мир і в війну він показав свою вірність і відданість Речі Посполитій і, багато вистоявши за неї і битв, і поразок, і прославився. Зрештою, досить проживши, на 68-му році життя зупинив свою долю дня 28 липня року Христового 1588-го. Нехай мовиться за нього молитва»
- «Миколай Кросновський з Залусок в Тулиголовах, колись підкоморій львівський, потім воєвода чернігівський, величний іменем, ще величніший мужністю, а найбільший ділами, уславлений у турецькій війні, завзятий у громадянських ділах, втіха свого народу, незрівнянний гуманіст, щедрий до вбогих, вельми улюблений в народі, сильний думкою, а ще сильніший рукою, — той, хто ніколи не знав спочинку [в турботах] за батьківщину, — тут спочиває. Покладений до благочесних останків Миколая Кросновського з Залусок, архієпископа львівського, його стрия, і батька Альберта з тих же Залусок, відійшов 1723 року, 20 грудня у віці 69 років»

## Світлини

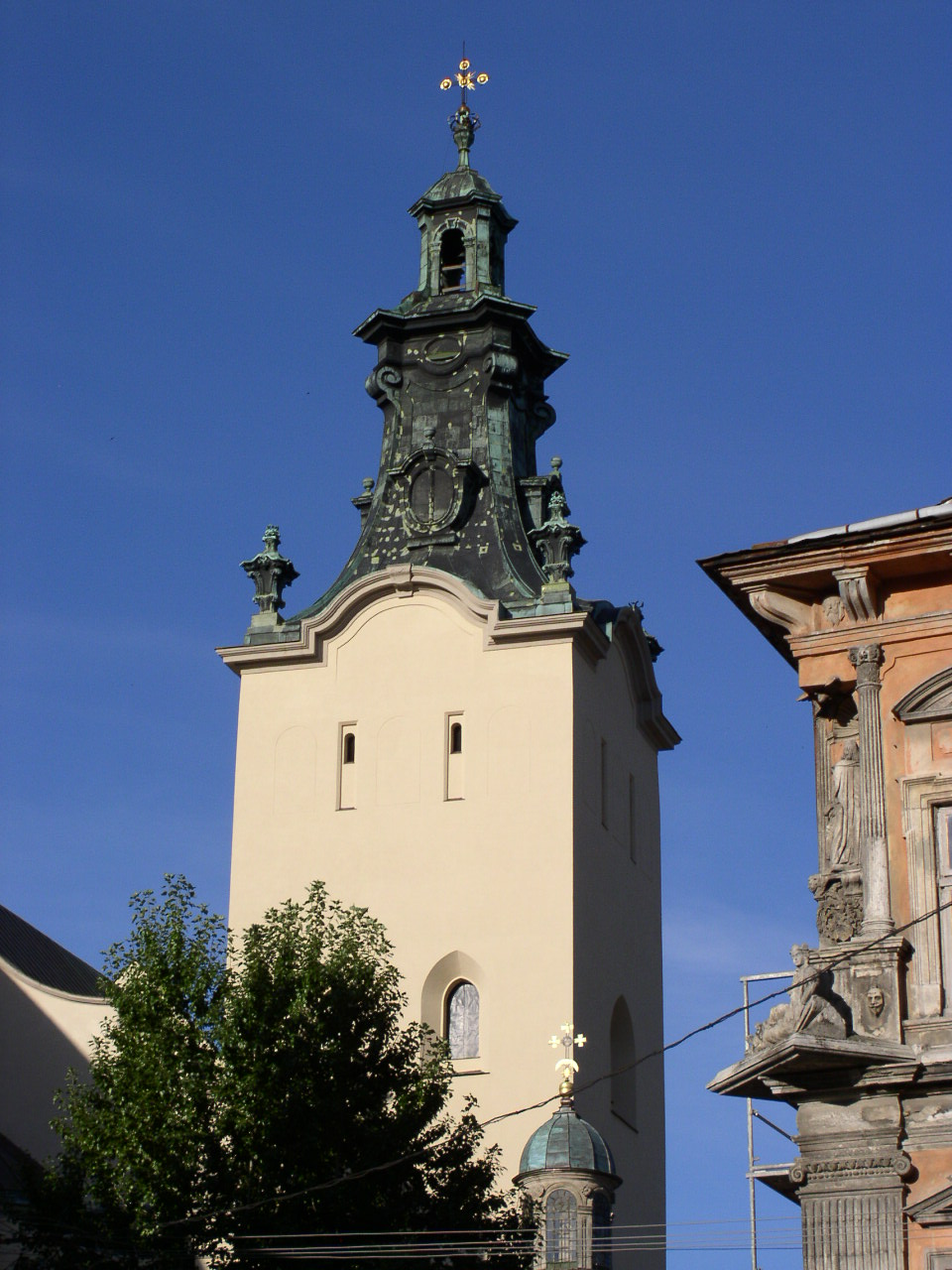
Вежа собору з боку площі Ринок
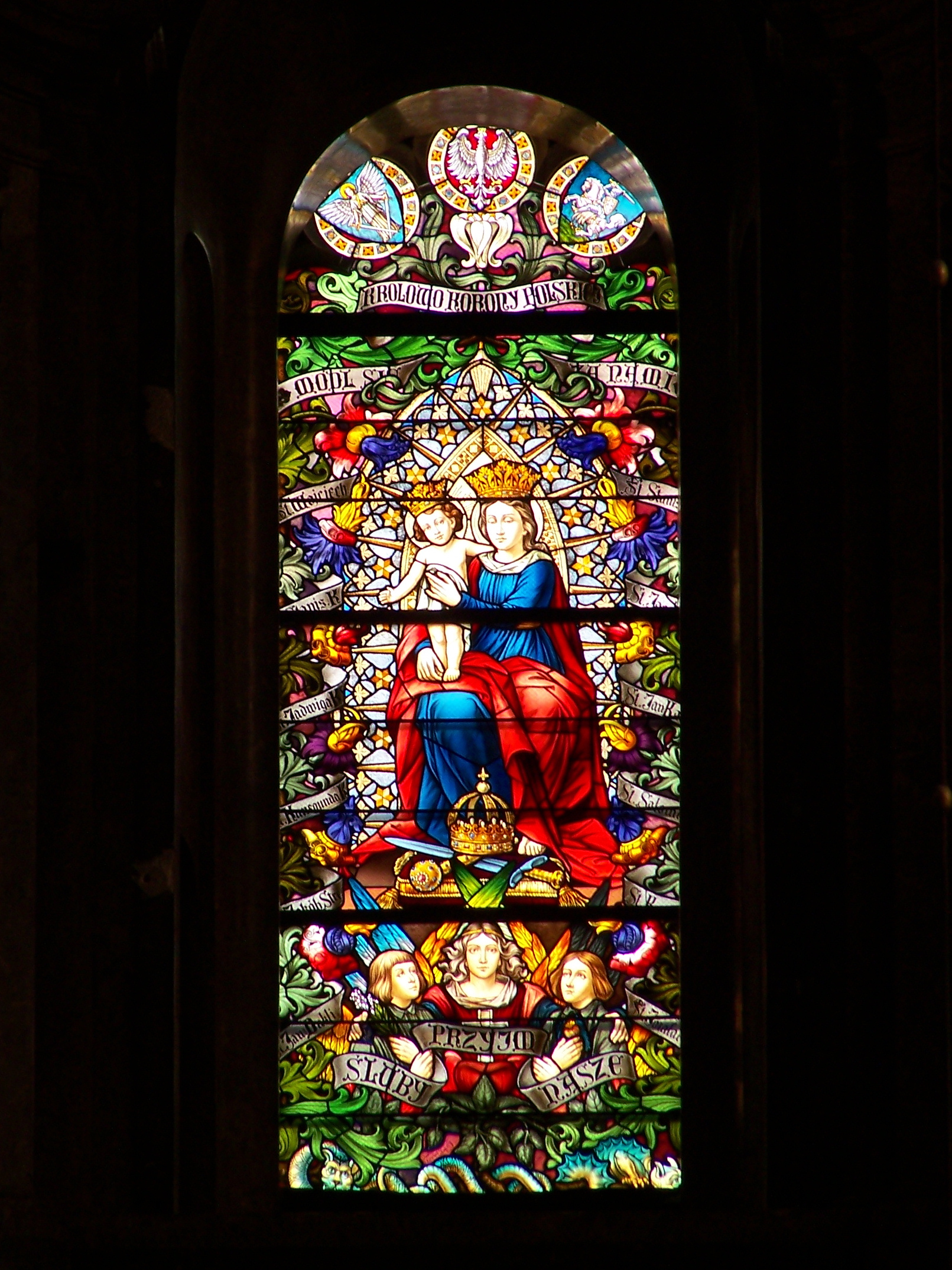
Головний вітраж храму (проект Т. Аксентовича)
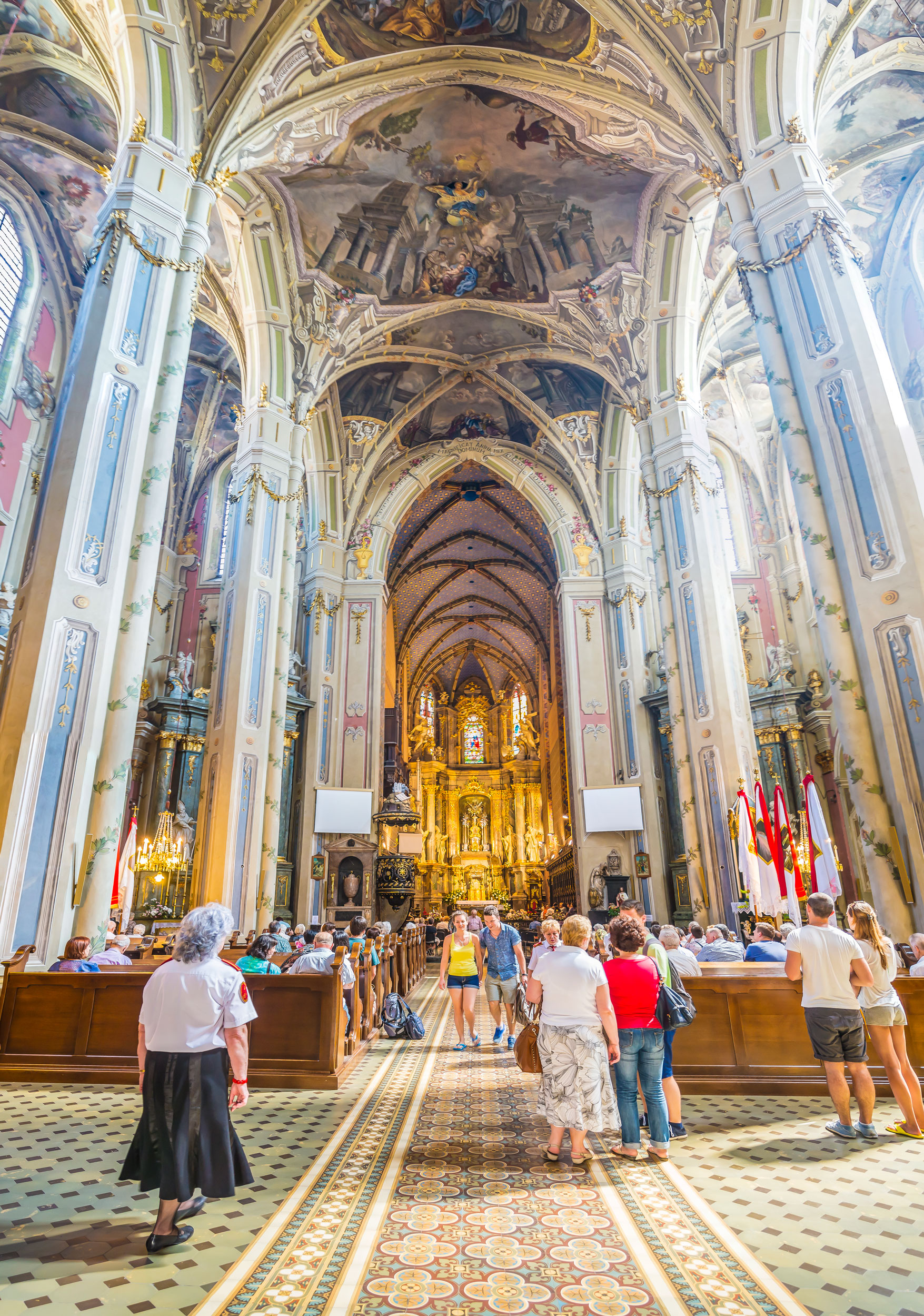
Пресбітерій
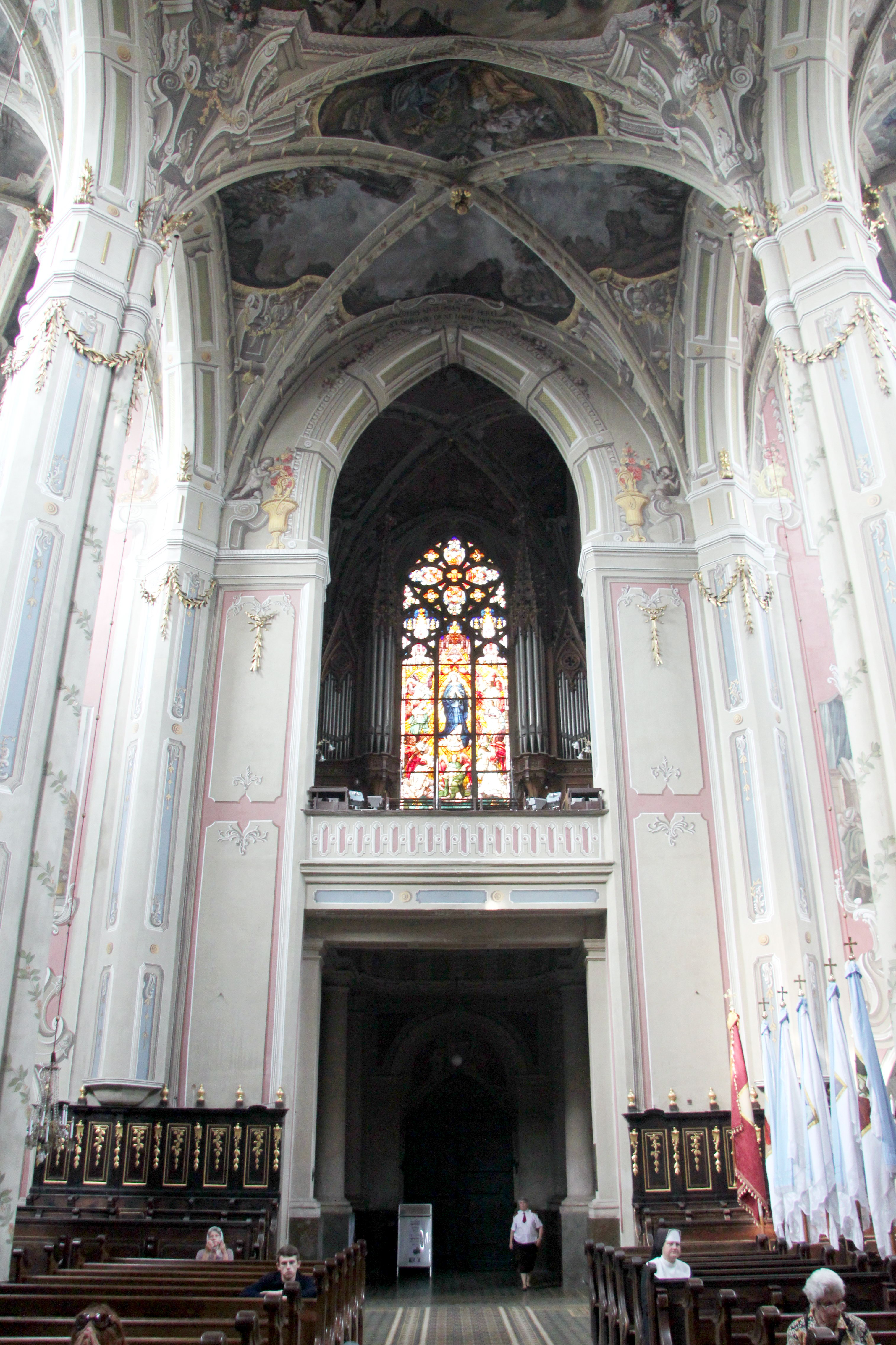
Хори
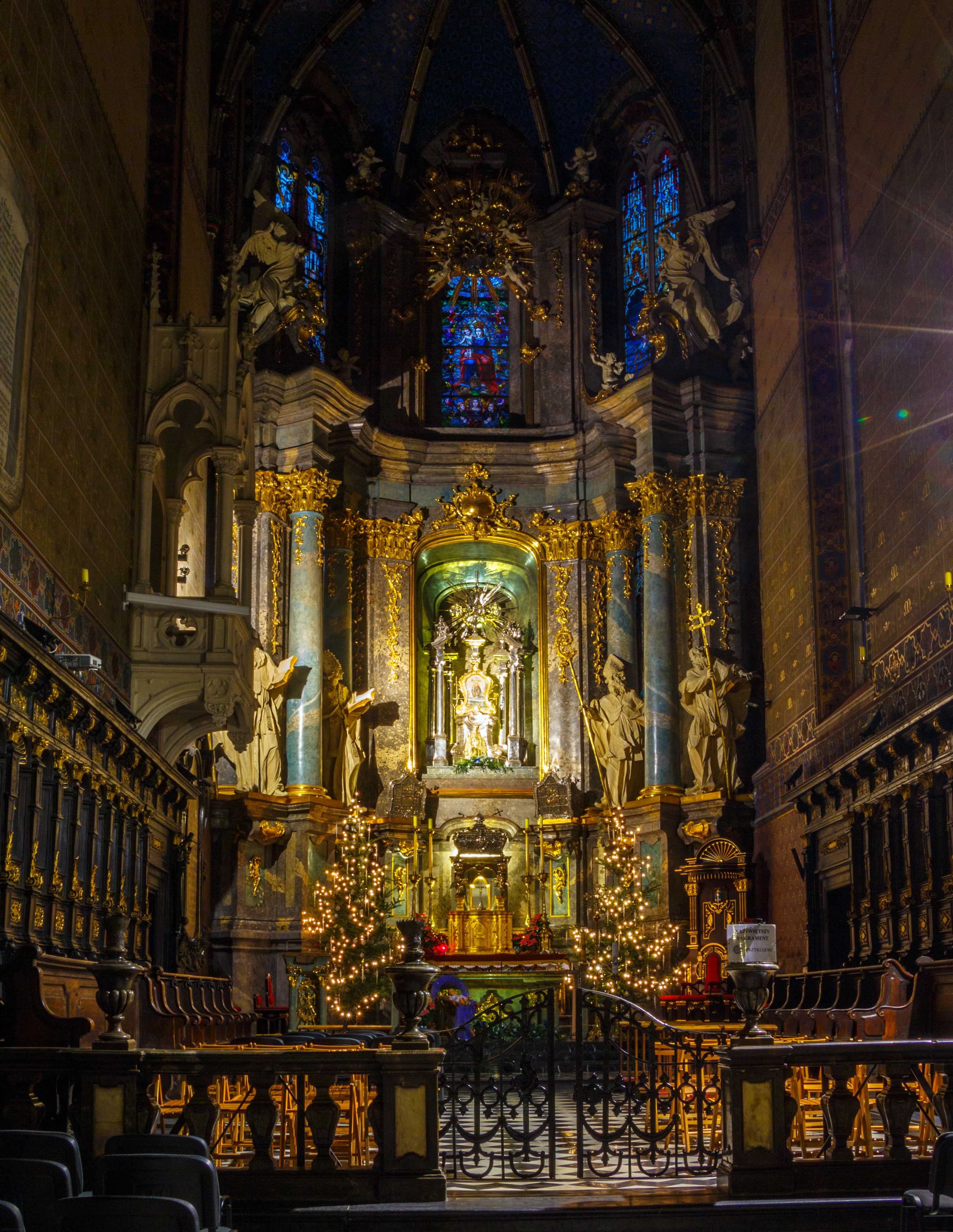
Інтер'єр храму
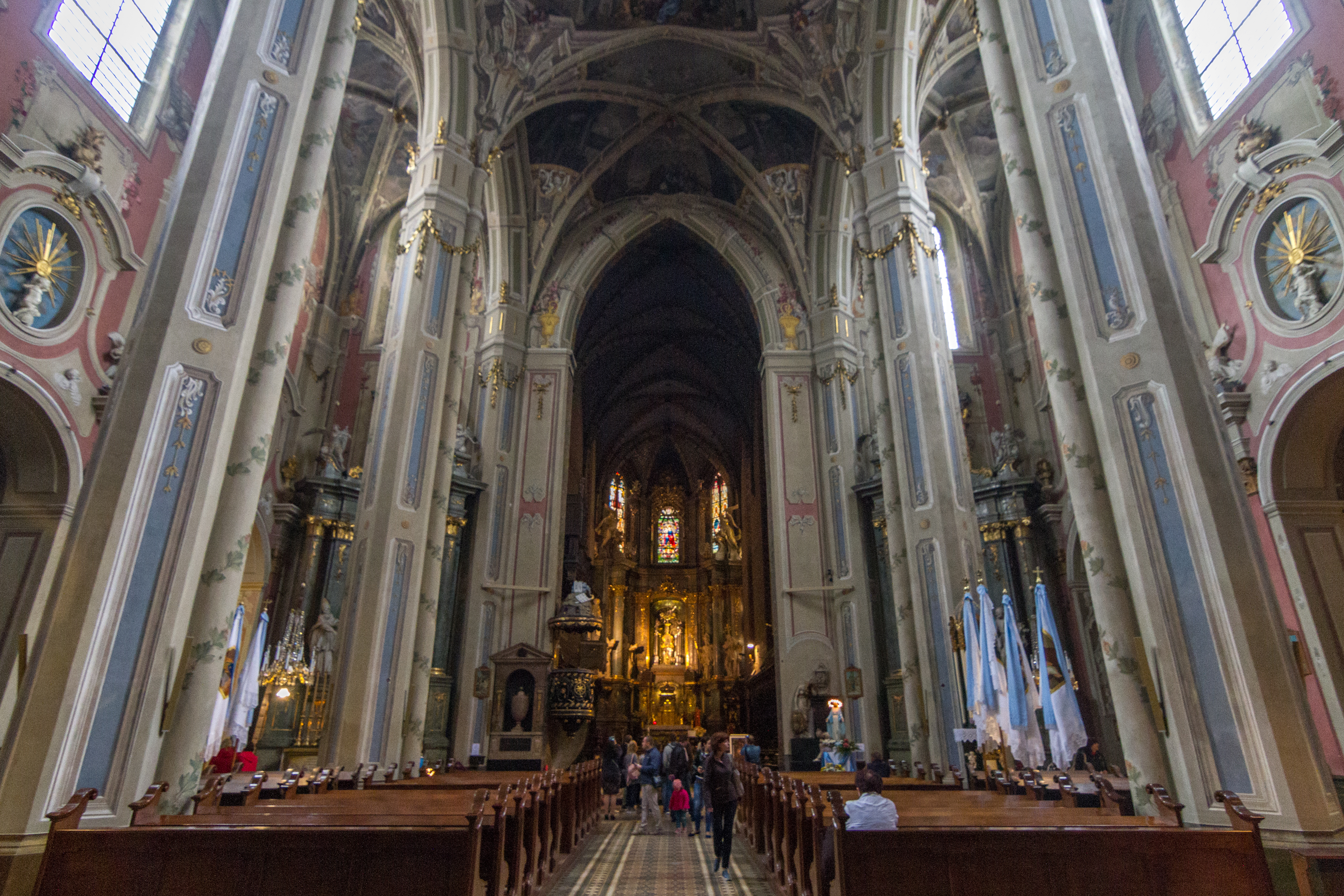
Інтер'єр храму
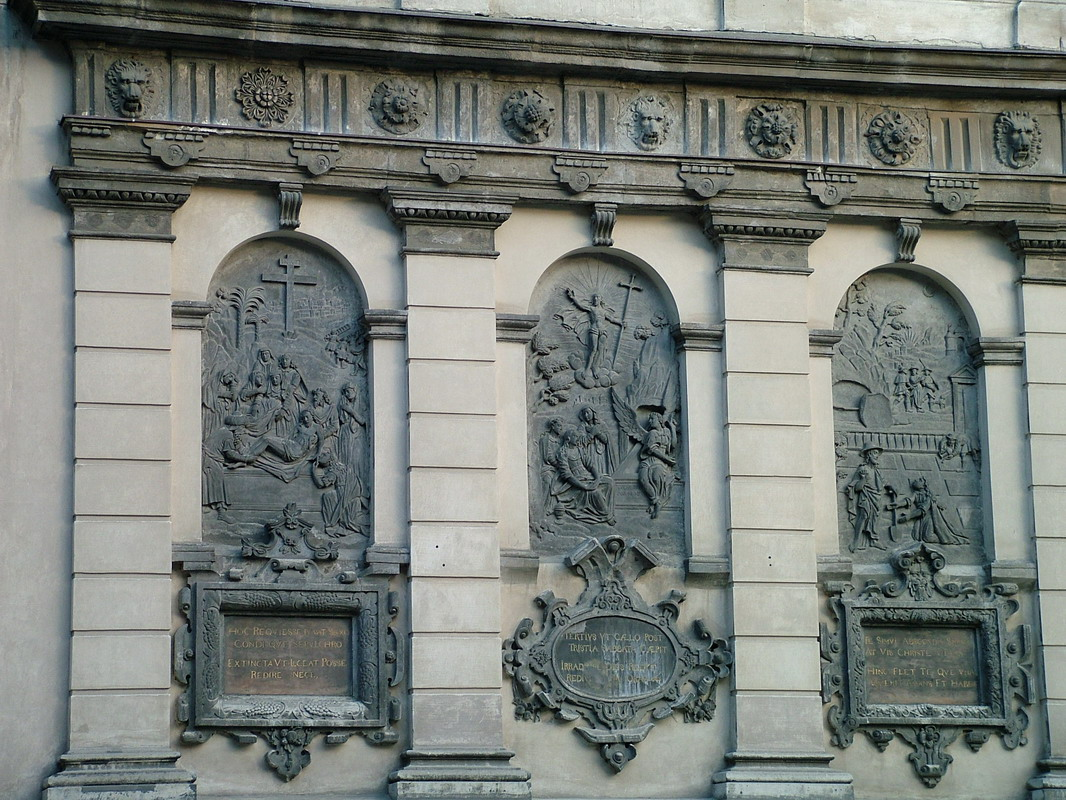
Фрагмент фасаду каплиці Кампіанів
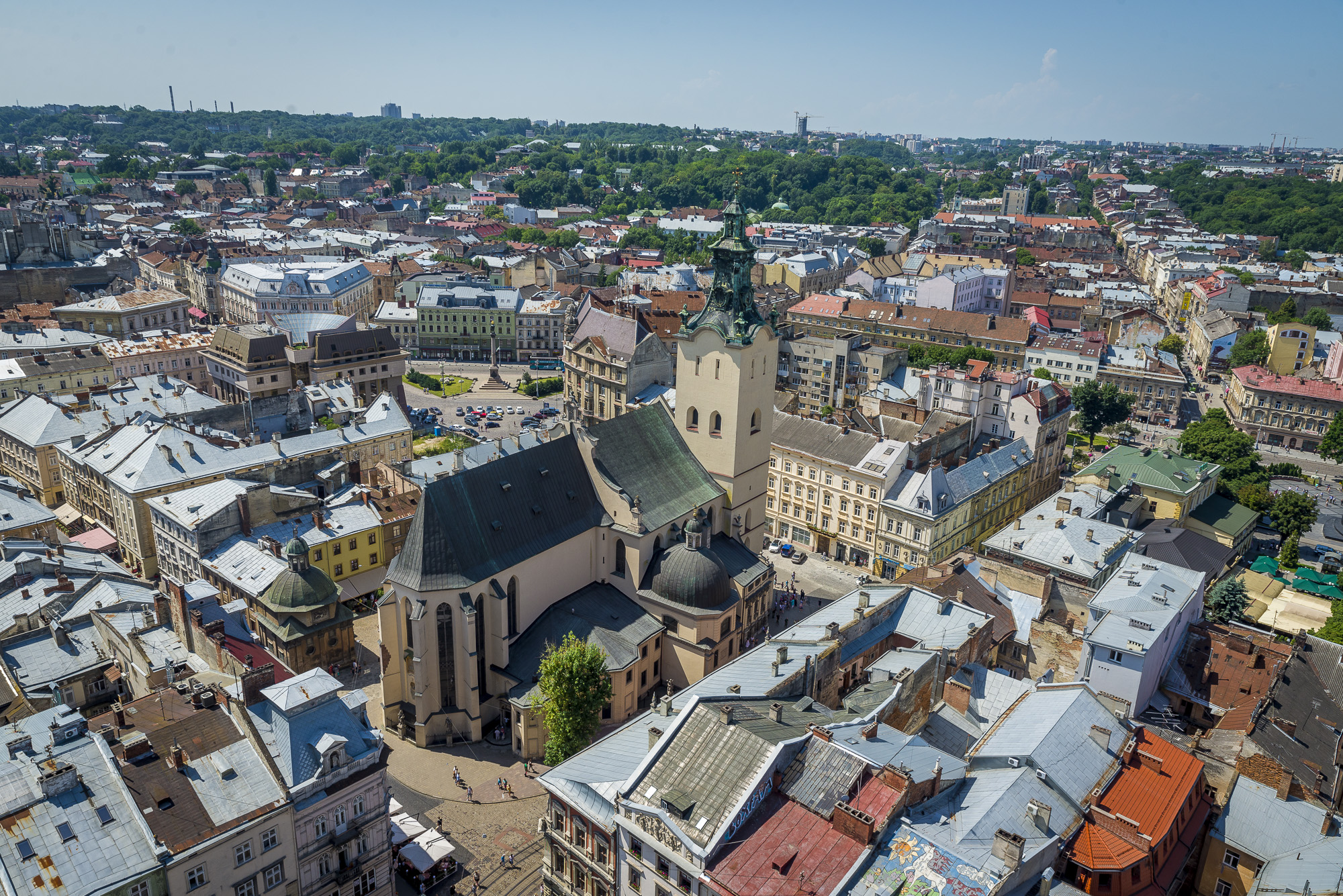
Вид на собор з ратуші
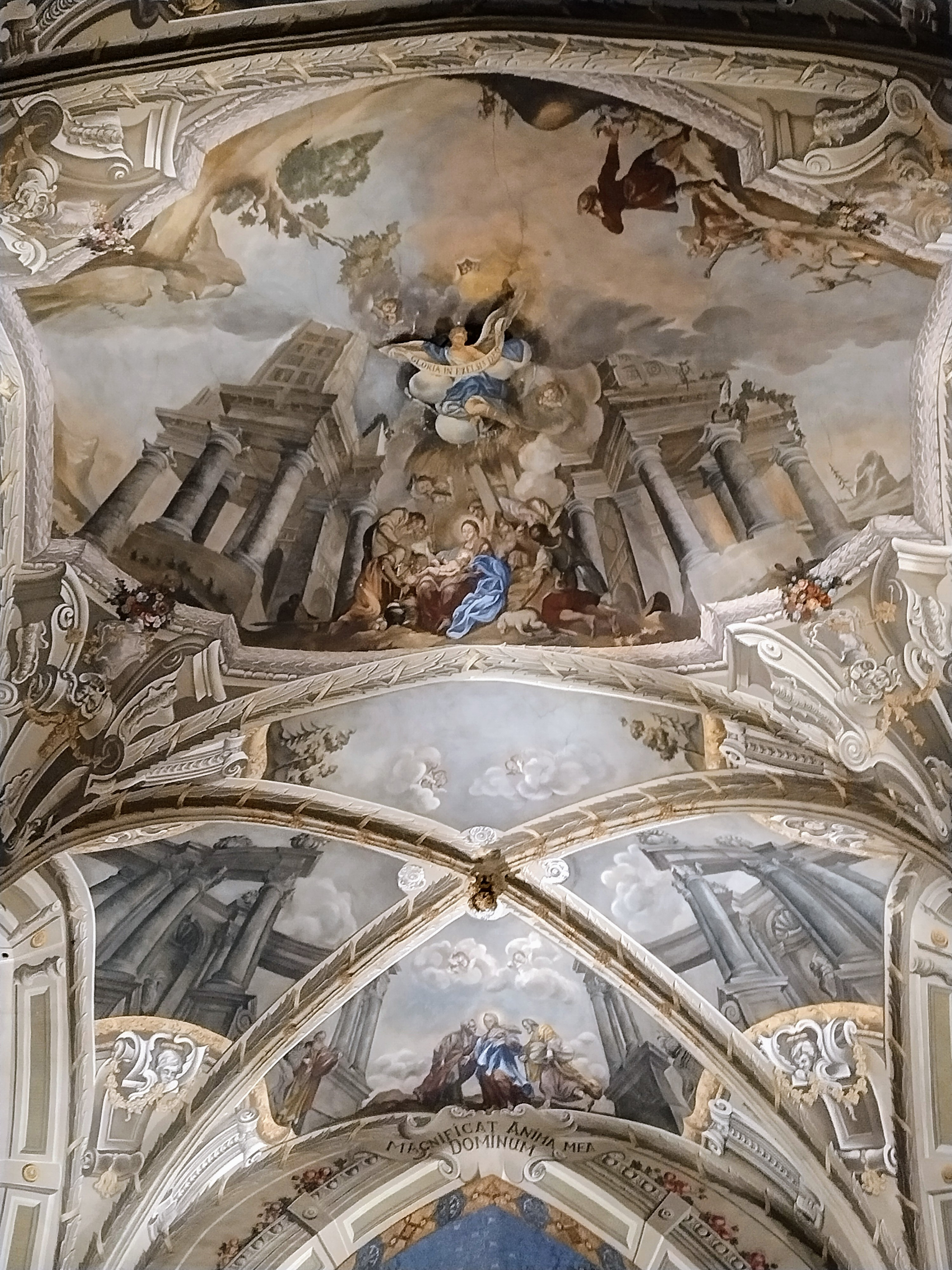
Стінопис на стелі
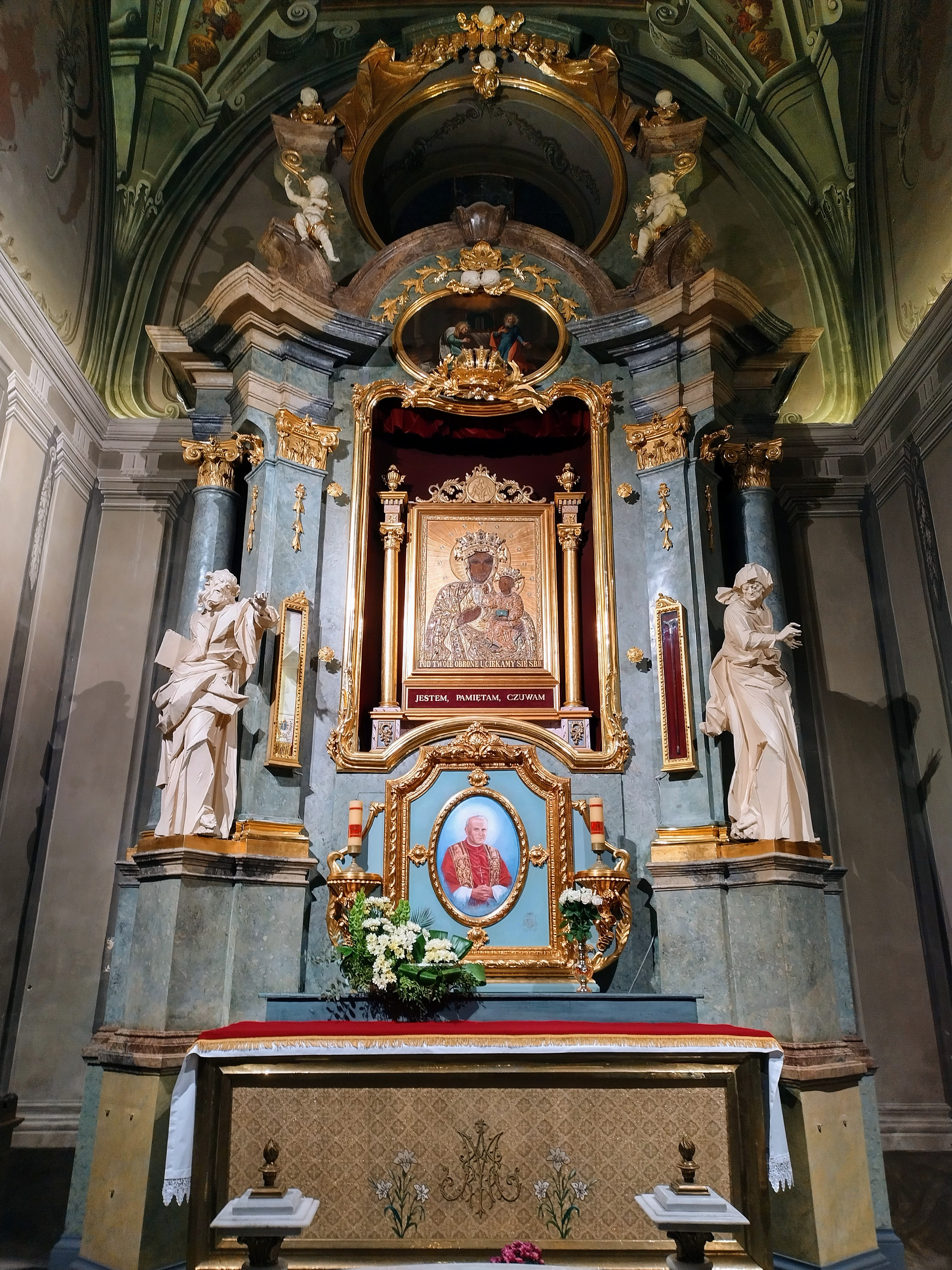
Ікона "Богородиця з немовлям"
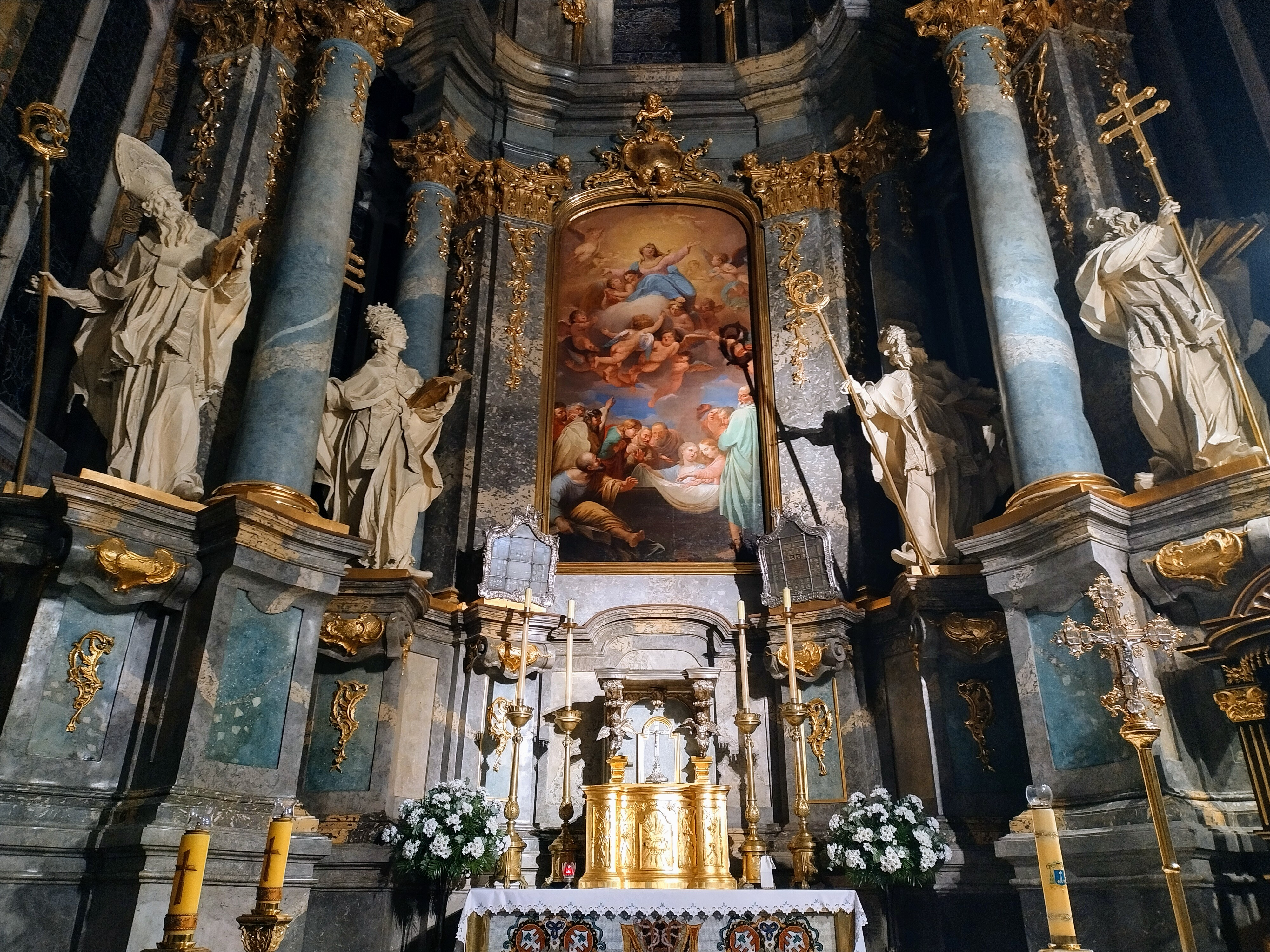
Скульптурні композиції Святих біля вівтаря
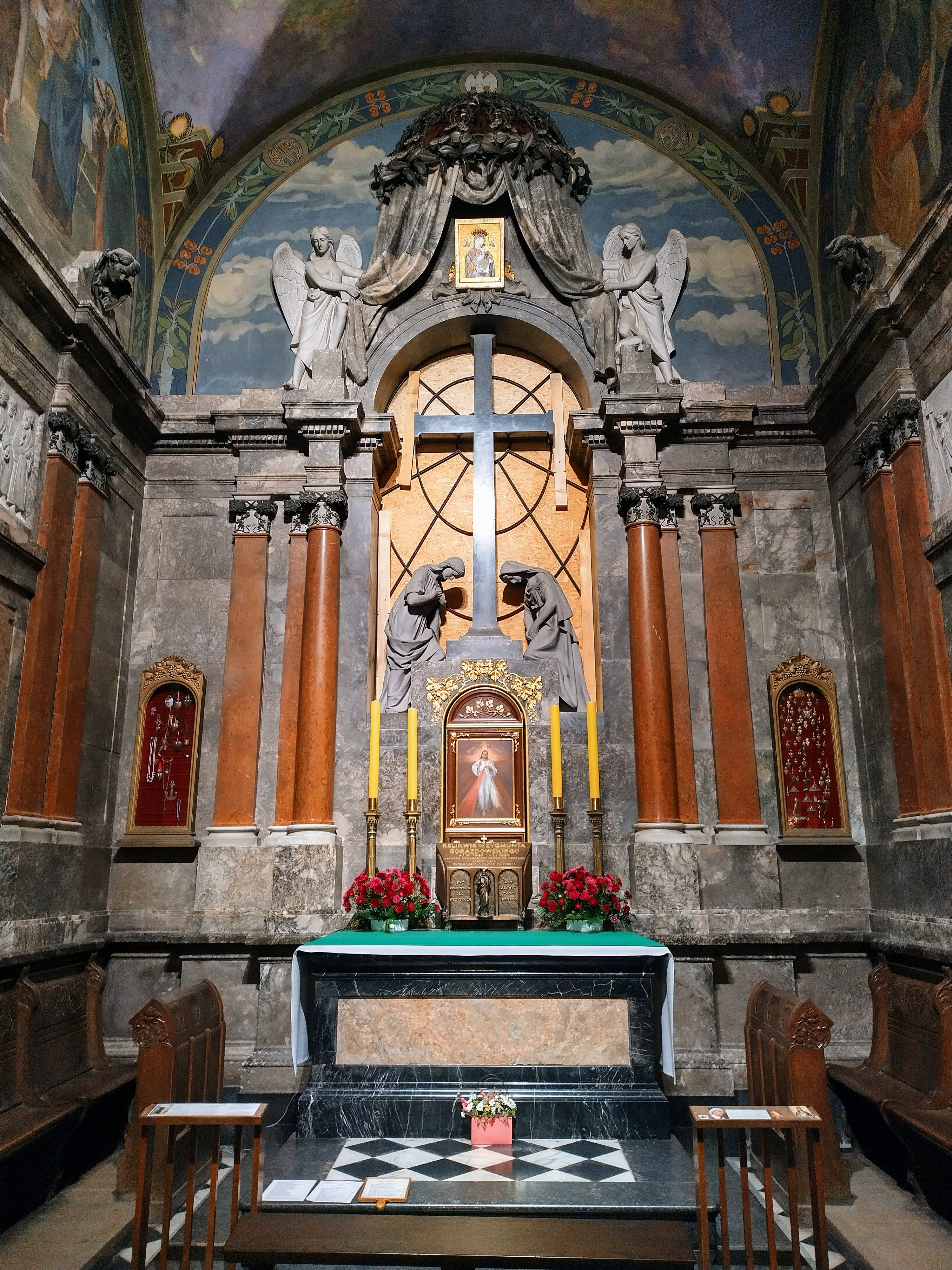
Реліквії Зигмунта Гораздовського